# Sbarramento Bolzano Sud
Lo sbarramento di Bolzano Sud (in tedesco Sperre Bozen-Süd) apparteneva al XIV settore di copertura Isarco, e quindi al raddoppio del III sistema che proveniente ad ovest dal passo Palade (Gampenjoch) e monte Macaion (Gantkofel), risalviva a est sul monte Pozza (Titschen). Questo sbarramento del Vallo alpino in Alto Adige era l'ultimo baluardo a difesa della valle dell'Adige, in quanto qui si congiungevano la direttrice Venosta e la direttrice Isarco.

## Storia
Il progetto del 1940 prevedeva la costruzione di 67 opere difensive, tra cui 4 armate con artiglieria, 6 ricoveri scavati in caverna e 2 osservatori. In totale per questo sbarramento era previsto un armamento complessivo di 160 mitragliatrici, 35 fucili mitragliatori, 6 pezzi anticarro e 14 cannoni di piccolo calibro. Dato che questo sbarramento aveva una larga estensione, oltre i 10 chilometri, si possono considerare due suddivisioni:
- "monte Rosso - castel Flavon - castel Firmiano": con a difesa 18 bunker, ulteriormante suddivisi in 5 gruppi, con una posizione tale da difendere il passaggio del nemico alla Valle dell'Adige. Questa prima suddivisione era anche la più consistente, dove era anche prevista la costruzione di un fossato anticarro nella zona industriale a sud di Bolzano e con opere posizionate a scacchiera. Sempre in questa parte di sbarramento erano previste due opere d'artiglieria:
  - Opera 5: con un armamento previsto di una batteria con 75/27 Mod. 1906, che puntava verso la stazione ferroviaria della linea Bolzano-Merano, sita nei pressi di Ponte Adige. Quest'opera era anche dotata di una postazione per proiettore e di un osservatorio. Era inoltre sede del comando di questo sotto sbarramento, dove erano previsti 5 ufficiali e 60 soldati.
  - Opera 16: con un armamento previsto di una sezione da 75/27, che puntava lungo il fosso anticarro. Doveva essere costruita presso l'altura rocciosa su cui poggia il castel Firmiano, ovvero sotto la parte sud-est del medesimo.

Delle 2 opere vennero ultimati solo gli scavi in roccia.
- "castel Firmiano - castel d'Appiano", per lo più costruito con opere in posizione strategicamente più elevata, si estende per 7 chilometri e aveva il duplice compito di controbattere le provenienze dalla val Venosta e contrastare eventuali aggiramenti della valle dell'Adige. Esso è divisibile ulteriormente in:
  - parte destra, da castel Firmiano a quota 383 (sito dell'opera 39, posta a nord-est di San Paolo): con a difesa 17 bunker, ulteriormante suddivisi in 4 gruppi, con una posizione tale da poter controllare le varie strade per raggiungere Cornaiano (Girlan), i terreni circostanti, la strada statale e la funicolare della Mendola (questa fu smantellata negli anni '60). A questo sotto sbarramento appartenevano:
    - Opera 29: sede del comando del sotto sbarramento destro;
    - Opera 19bis: osservatorio in torretta metallica con ricovero svacato in caverna. Quest'opera era collegata, via cavo e via radio, con il comando tattico e con l'opera 20;
    - Opera 20: arata con una batteria da 75/27 in casamatta di calcestruzzo con direttrice la zona di Missiano (Missian). Possedevaun osservatorio di batteria con piastra corazzata e postazione per proiettore. Fu ultimata nello scavo e rivestimenti, mentre il suo osservatorio rimase incompiuto.
    - Opera 33: posta sullo sperone nord di castel Guardia (Schloss Warth), con un armamento previsto di 2 cannoni anticarro che presidiavano la strada della Mendola. Su tale strada era previsto uno sbarramento con 9 ordini di spezzoni di rotaie.

  - parte sinistra, da quota 383 al castel Appiano (Hocheppan): con a difesa 19 bunker, ulteriormente suddivisi in 5 gruppi, con una posizione tale da impedire movimenti di truppe nemiche lungo le strade rotabili, lungo i numerosi valloni che salgono verso Appiano e quindi l'aggiramento dello sbarramento principale a fondo valle. A questo sotto sbarramento appartenevano:
    - Opera 55bis: dove erano previsti 3 ricoveri per i nuclei armi supplementari (NAS). L'opera aveva un armamento dotato di mortai, fucili mitragliatori e un osservatorio attivo, situato nei pressi del torrione nord del castello di Appiano, con un cunicolo di collegamento all'opera 54;
    - Opera 54: armamento previsto di una batteria da 75/27 che puntava nell'area del castel Firmiano. Fu scavata nello sperone roccioso a sud-ovest del castel Appiano.

Come ulteriore sistemazione difensiva era prevista la costruzione di un caposaldo presso Predonico (Perdonig) con il compito di fermare gli ipotetici nemici che passassero per il rio Gaida (Gaider Bach). Tale caposaldo si formava di 5 opere e 3 caverne ricovero per i NAS e per le truppe di contrattacco. Purtroppo questa ulteriore sistemazione difensiva rimase in gran parte incompleta, soprattutto le opere in caverna che rimasero solo a livello di scavo.
A sospensione dei lavori, a Bolzano sud, su 67 opere progettate ne vennero ultimate 42 (comprese 3 caverne ricovero) e precisamente: 33 in calcestruzzo, delle quali 12 complete in parte degli allestimenti (ventilazione) e una completata come "Opera tipo" (l'opera 25); 9 in caverna, delle quali 3 parzialmente allestite (l'opera 21 e la 24).
Dalle opere rimanenti, tutte in caverna, 23 furono ultimate come scavo, mente per le ultime due (opera 16 e 19 bis) alla fine del 1941 vennero sospesi i lavori.
Nell'anno 1940 la costruzione di questo sbarramento era di 55.000.000 lire (paragonabili a circa 30 milioni di euro). In realtà ne furono spesi di meno in quanto le opere non furono mai allestite completamente.

### Esplosione munizionamento
Il 12 giugno 1945, dopo che le truppe tedesche si erano ritirate, e avevano abbandonato in molte opere del Vallo alcune munizioni e armamenti della FlaK, 3 giovani bambini del quartiere Don Bosco di Bolzano morirono dilaniati dopo che alcune di queste armi esplosero accanto ad un bunker della zona industriale. I bambini morti erano: Guglielmo Bulfon di 7 anni, Umberto Dotta di 13 anni e Luigi Bassan di 10 anni. Dopo tre giorni un altro bimbo che era stato ricoverato in ospedale muore, si trattava di Arrigo Mosca di 13 anni. Nello scoppio non tutti i bambini presenti morirono, si salvarono Ettore Prearo di 9 anni e Alberto Baldessarini. L'esplosione è avvenuta nei pressi dell'opera 14.

## Fosso anticarro
A quel tempo la costruzione del fossato anticarro era in netto contrasto con il piano regolatore della città, il quale prevedeva nella stessa zona l'ampliamento della zona industriale. Esso era lungo 1.750 metri e difeso da opere alle sue estremità. Era anche però attraversato dalla strada statale 12, da una strada secondaria oltre che dalla ferrovia del Brennero. Tale fossato partiva dalla piana di Agruzzo posta alla base del Colle di Bolzano e terminava a est nel fiume Isarco; era protetto dai cannoni anticarro appartenenti alle opere 6, 7 e 11.
Nel dopo guerra tale ampliamento ha portato alla scomparsa, negli anni sessanta, del fosso anticarro.

## Tabella delle opere dello sbarramento
|          | Tipo                  | Fuc. MTR | MTR | Cann A.C. | Cannoni 75/27 | Osserv. | Mortai | Note           |
| -------- | --------------------- | -------- | --- | --------- | ------------- | ------- | ------ | -------------- |
| Opera 1  | Piccola RCC           | 2        | -   | -         | -             | -       | -      | -              |
| Opera 2  | Media CAV             | 1        | 3   | -         | -             | -       | -      | -              |
| Opera 3  | Media RCC/Piccola CLS | -        | 2   | 2         | -             | -       | -      | -              |
| Opera 4  | Grande CAV            | -        | 4   | -         | -             | 1/t     | 2      | -              |
| Opera 5  | Grande CAV            | -        | -   | -         | 4             | 1/c     | -      | Proiettore     |
| Opera 6  | Media CLS             | 1        | 3   | 1         | -             | -       | -      | Lanciafiamme   |
| Opera 7  | Media CLS             | -        | 1   | 1         | -             | -       | -      | Lanciafiamme   |
| Opera 8  | Media CAV             | -        | 3   | -         | -             | -       | -      | Capo Gruppo    |
| Opera 9  | Media CLS             | -        | 4   | -         | -             | -       | -      | -              |
| Opera 10 | Media CLS             | -        | 4   | -         | -             | -       | -      | -              |
| Opera 11 | Media CLS             | -        | 1   | 2         | -             | -       | -      | Lanciafiamme   |
| Opera 12 | Media CAV             | -        | 3   | -         | -             | -       | -      | Capo Gruppo    |
| Opera 13 | Media CLS             | -        | 4   | -         | -             | -       | -      | -              |
| Opera 14 | Media CLS             | -        | 4   | -         | -             | -       | -      | -              |
| Opera 15 | Media CLS             | -        | 4   | -         | -             | -       | -      | -              |
| Opera 16 | Grande CAV            | -        | 2   | -         | 2             | 1/c     | -      | Capo Gruppo    |
| Opera 17 | Media CAV             | -        | 3   | -         | -             | -       | -      | -              |
| Opera 18 | Media CAV             | -        | 3   | -         | -             | -       | -      | -              |
| Opera 19 | Media CAV             | 1        | 2   | -         | -             | 1/c     | -      | -              |
| Opera 20 | Grande CAV            | -        | -   | -         | 4             | 1/c     | -      | Proiettore     |
| Opera 21 | Media CAV             | 1        | 3   | -         | -             | -       | -      | Capo Gruppo    |
| Opera 22 | Media CAV             | -        | 2   | -         | -             | -       | -      | -              |
| Opera 23 | Media CLS             | -        | 3   | -         | -             | -       | -      | -              |
| Opera 24 | Media RCC/CLS         | 1        | 4   | -         | -             | -       | 2      | -              |
| Opera 25 | Media CLS             | -        | 3   | -         | -             | -       | -      | Capo Gruppo    |
| Opera 26 | Media CLS             | -        | 4   | -         | -             | -       | -      | -              |
| Opera 27 | Media CLS             | -        | 3   | -         | -             | -       | -      | -              |
| Opera 28 | Media CLS             | 1        | 2   | -         | -             | -       | 2      | -              |
| Opera 29 | Media CLS             | -        | 2   | -         | -             | 1/t     | 4      | Comando Sbarr. |
| Opera 30 | Media CLS             | 1        | 4   | -         | -             | -       | 2      | -              |
| Opera 31 | Grande CLS            | 1        | 6   | -         | -             | 1/t     | -      | -              |
| Opera 32 | Media CLS             | -        | 3   | -         | -             | -       | -      | -              |
| Opera 33 | Media CLS             | -        | 2   | 2         | -             | -       | -      | -              |
| Opera 34 | Media CLS             | 1        | 3   | -         | -             | -       | -      | Capo Gruppo    |
| Opera 35 | Media CLS             | -        | 3   | -         | -             | -       | -      | -              |
| Opera 36 | Grande CLS            | -        | 5   | -         | -             | 1/t     | -      | Capo Gruppo    |
| Opera 37 | Media CLS             | -        | 3   | -         | -             | -       | -      | -              |
| Opera 38 | Media CLS             | -        | 3   | -         | -             | -       | -      | -              |
| Opera 39 | Media CLS             | -        | 4   | -         | -             | -       | -      | -              |
| Opera 40 | Media CLS             | -        | 4   | -         | -             | -       | -      | -              |
| Opera 41 | Media CLS             | -        | 4   | -         | -             | -       | -      | Capo Gruppo    |
| Totale   | 41                    | 12       | 120 | 8         | 10            | 8       | 12     | -              |

|             | Tipo          | Fuc. MTR | MTR | Cann A.C. | Cannoni 75/27 | Osserv. | Mortai | Note               |
| ----------- | ------------- | -------- | --- | --------- | ------------- | ------- | ------ | ------------------ |
| Opera 42    | Media CLS     | -        | 2   | -         | -             | -       | -      | -                  |
| Opera 43    | Media CLS     | -        | 4   | -         | -             | -       | -      | -                  |
| Opera 43bis | CAV Ricovero  | -        | -   | -         | -             | -       | 2      | n.a.s.             |
| Opera 44    | Media CLS     | -        | 3   | -         | -             | -       | -      | Comando Sbarr.     |
| Opera 45    | Media CLS     | -        | 3   | -         | -             | -       | -      | -                  |
| Opera 46    | Grande CLS    | -        | 5   | -         | -             | -       | -      | Capo Gruppo        |
| Opera 47    | Media CLS     | 3        | 1   | -         | -             | -       | -      | -                  |
| Opera 48    | Media RCC/CLS | 1        | 2   | -         | -             | -       | -      | -                  |
| Opera 49    | Media CLS     | -        | 3   | -         | -             | -       | -      | -                  |
| Opera 50    | Media RCC/CLS | 1        | 3   | -         | -             | -       | -      | -                  |
| Opera 51    | Piccola RCC   | 4        | -   | -         | -             | -       | -      | -                  |
| Opera 52    | CAV Ricovero  | -        | -   | -         | -             | -       | -      | n.a.s.             |
| Opera 53    | Piccola RCC   | 4        | -   | -         | -             | -       | -      | -                  |
| Opera 54    | Grande CAV    | -        | -   | -         | 4             | -       | -      | -                  |
| Opera 55    | Media CAV     | -        | 3   | -         | -             | -       | -      | -                  |
| Opera 56    | CAV Ricovero  | 1        | 2   | -         | -             | -       | -      | n.a.s. Capo Gruppo |
| Totale      | 16            | 14       | 31  | -         | 4             | -       | 2      | -                  |

|          | Tipo          | Fuc. MTR | MTR | Cann A.C. | Cannoni 75/27 | Osserv. | Mortai | Note           |
| -------- | ------------- | -------- | --- | --------- | ------------- | ------- | ------ | -------------- |
| Opera 57 | Grande RCC    | 1        | 2   | -         | -             | -       | -      | -              |
| Opera 58 | Media CAV     | 1        | 1   | -         | -             | 1       | 2      | Comando Sbarr. |
| Opera 59 | Media CAV     | 2        | 2   | -         | -             | -       | -      | -              |
| Opera 60 | Media RCC/CLS | 1        | 3   | -         | -             | -       | 2      | Capo Gruppo    |
| Opera 61 | Media CLS     | -        | 3   | -         | -             | -       | -      | -              |
| Opera 62 | CAV Ricovero  | -        | -   | -         | -             | -       | -      | -              |
| Opera 63 | CAV Ricovero  | -        | -   | -         | -             | -       | -      | n.a.s.         |
| Opera 64 | CAV Ricovero  | -        | -   | -         | -             | -       | -      | -              |
| Totale   | 8             | 5        | 11  | -         | -             | 1       | 4      | -              |

## Descrizione delle opere dello sbarramento

### Opera 2
- Come raggiungere l'opera

L'opera 2 si trova dopo una curva sulla salita per castel Flavon (Haselburg) subito dopo le ultime case.
- Caratteristiche

Opera media scavata nella roccia.
L'opera è stata riattivata come spazio espositivo artistico nel dicembre 2015.
- Armamento previsto

1 fucile mitragliatore, 3 mitragliatrici
- Ingressi

dato non disponibile
- Dati relativi a maggio 2013
- Coordinate geografiche: 46°28′37.21″N 11°20′38.62″E

### Opera 3
- Come raggiungere l'opera

L'opera si trovava 200 metri a est da castel Flavon.
- Caratteristiche

Opera media costruita sia in calcestruzzo che in roccia, con sviluppo su 3 livelli.
- Armamento previsto

2 fucili mitragliatori, 2 mitragliatrici
- Ingressi

dato non disponibile
- Dati relativi a agosto 2010
- Coordinate geografiche: 46°28′40.1″N 11°20′48.53″E

### Opera 4
- Come raggiungere l'opera

L'opera si trova a sud dall'opera 3, oltre al castel Flavon.
- Caratteristiche

Opera grande scavata nella roccia era prevista anche una torretta osservatorio.
- Armamento previsto

4 mitragliatrici, 2 mortai
- Ingressi

dato non disponibile
- Dati relativi a agosto 2010
- Coordinate geografiche: 46°28′33.14″N 11°20′27.81″E

### Opera 5
- Come raggiungere l'opera

L'opera si trova all'interno del nuovo cimitero di Bolzano.
- Caratteristiche

Opera grande scavata nella roccia. Era previsto un proiettore.
- Armamento previsto

4 cannoni
- Ingressi

dato non disponibile
- Dati relativi a agosto 2010
- Coordinate geografiche: 46°28′27.67″N 11°20′27.46″E

### Opera 6
- Come raggiungere l'opera

L'opera si trovava all'interno del cimitero di Bolzano.
- Caratteristiche

Opera media in calcestruzzo, con sviluppo su 2 livelli. Durante la sua costruzione, i lavori erano tenuti nascostinalla vista da pareti di legno. È stata abbattuta e sulle sue fondamenta è stato costruito l'impianto per la cremazione. L'opera era quella dove terminava il fossato anticarro lato est.
- Armamento previsto

1 fucile mitragliatore, 3 mitragliatrici, 1 cannone anticarro, 1 lanciafiamme
- Ingressi

dato non più disponibile
- Dati relativi a agosto 2010
- Coordinate geografiche: 46°28′20.1″N 11°20′23.73″E

### Opera 7
- Come raggiungere l'opera

L'opera si trovava a ridosso della ferrovia del Brennero presso l'attuale svincolo con la ferrovia Bolzano-Merano. Essa è stata abbattuta nel 2021.
- Caratteristiche

Opera media in calcestruzzo era posta lungo il fossato anticarro sul lato est. Durante la sua costruzione, i lavori erano tenuti nascosti alla vista da pareti di legno.
- Armamento previsto

1 fucile mitragliatore, 1 mitragliatrice e 1 lanciafiamme
- Ingressi

dato non più disponibile
- Dati relativi a agosto 2010
- Coordinate geografiche: 46°28′24.4″N 11°20′08.6″E

### Opera 10
- Come raggiungere l'opera

L'opera si trovava nel mezzo della zona industriale di Bolzano, in via Giotto.
- Caratteristiche

L'opera media in calcestruzzo, con sviluppo su 2 livelli. Fu demolita nel 1995. Al suo posto si sono costruiti dei nuovi fabbricati.
- Armamento previsto

4 mitragliatrici
- Ingressi

dato non disponibile
- Dati relativi a agosto 2010
- Coordinate geografiche: 46°28′24.9″N 11°19′19.35″E

### Opera 11
- Come raggiungere l'opera

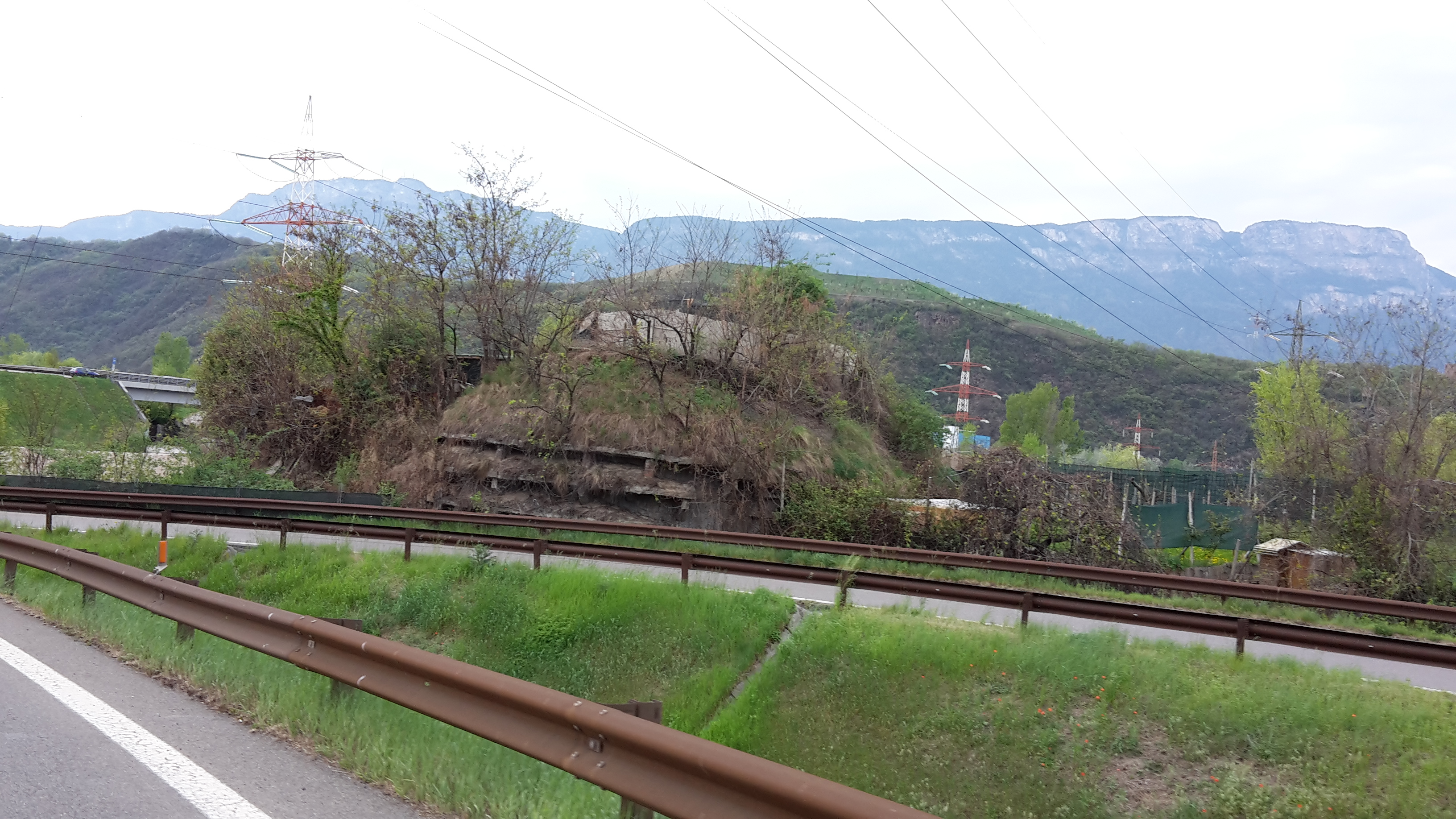
L'opera 11 dall'casello di Bolzano-sud A22

L'opera è ben visibile se usciti dal casello autostradale di Bolzano sud dell'Autostrada A22 si prende la MeBo. Lungo il raccordo, sulla destra, si scorge l'opera. Questa infatti si trova tra il raccordo e il fiume Isarco.
- Caratteristiche

Opera media in calcestruzzo, con sviluppo su 2 livelli. È tutta ricoperta da una folta vegetazione e sopra di essa vi è anche un piccolo orticello. Era sede del canile di Bolzano fino agli anni 2010. Qui terminava il lato ovest del fossato anticarro.
- Armamento previsto

1 mitragliatrice, 2 cannoni anticarro
- Ingressi

dato non disponibile
- Dati relativi a agosto 2010
- Coordinate geografiche: 46°28′34.74″N 11°19′01.75″E

### Opera 12
- Come raggiungere l'opera

L'opera si trovava lungo la ferrovia del Brennero, sempre nei pressi del cimitero.
- Caratteristiche

Opera media in calcestruzzo, con sviluppo su 2 livelli e suddivisa in tre parti. Durante la sua costruzione furono mascherati i lati lungo la ferrovia del Brennero, ma stranamente non quelli lungo la strada statale 12. Ad oggi al suo posto è stato realizzato un parcheggio per un condominio nella zona nord di San Giacomo di Laives, in via Maso della Pieve (Pfarrhofstraße).
- Armamento previsto

4 mitragliatrici
- Ingressi

dato non disponibile
- Dati relativi a agosto 2010
- Coordinate geografiche: 46°28′00.81″N 11°20′04.76″E

### Opera 14
- Come raggiungere l'opera

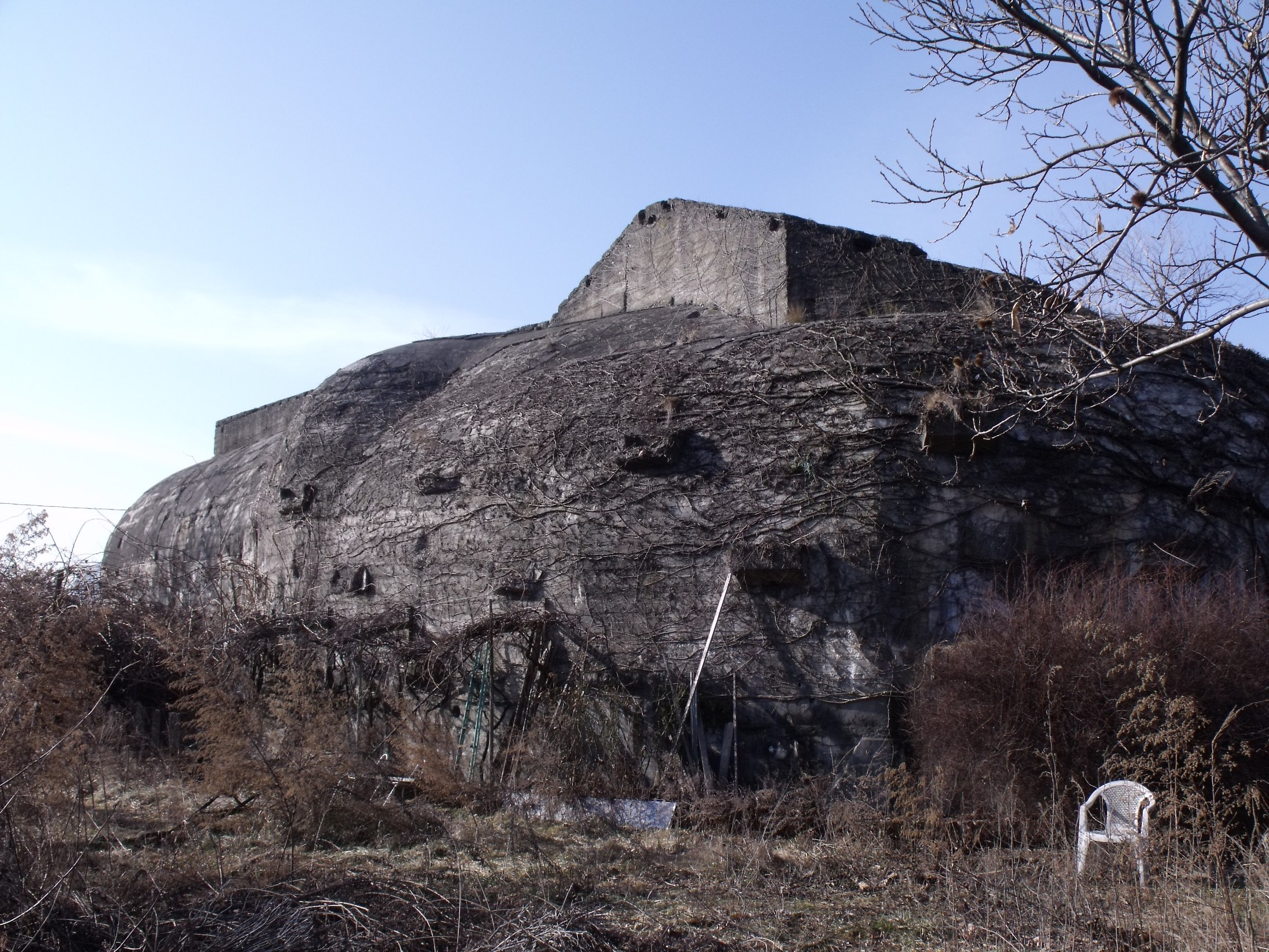
L'opera 14 in mezzo ai frutteti, abbattuta nel 2019

L'opera si trovava in mezzo ai campi di Bolzano sud in via Baracca (zona aeroporto Bolzano), su terreno privato. Nel 2010/11 si rincorreva la voce di un suo abbattimento, avvenuto poi nel maggio 2019.
- Caratteristiche

L'opera media in calcestruzzo, con sviluppo su due livelli, aveva la superficie superiore ricoperta con delle tegole ed una muratura tutt'attorno alla struttura in modo tale da rassomigliare ad un tetto e ad un muro di un edificio civile.
- Armamento previsto

4 mitragliatrici
- Ingressi

dato non disponibile
- Dati relativi a maggio 2019
- Coordinate geografiche: 46°28′01.54″N 11°19′28.25″E

### Opera 15
- Come raggiungere l'opera

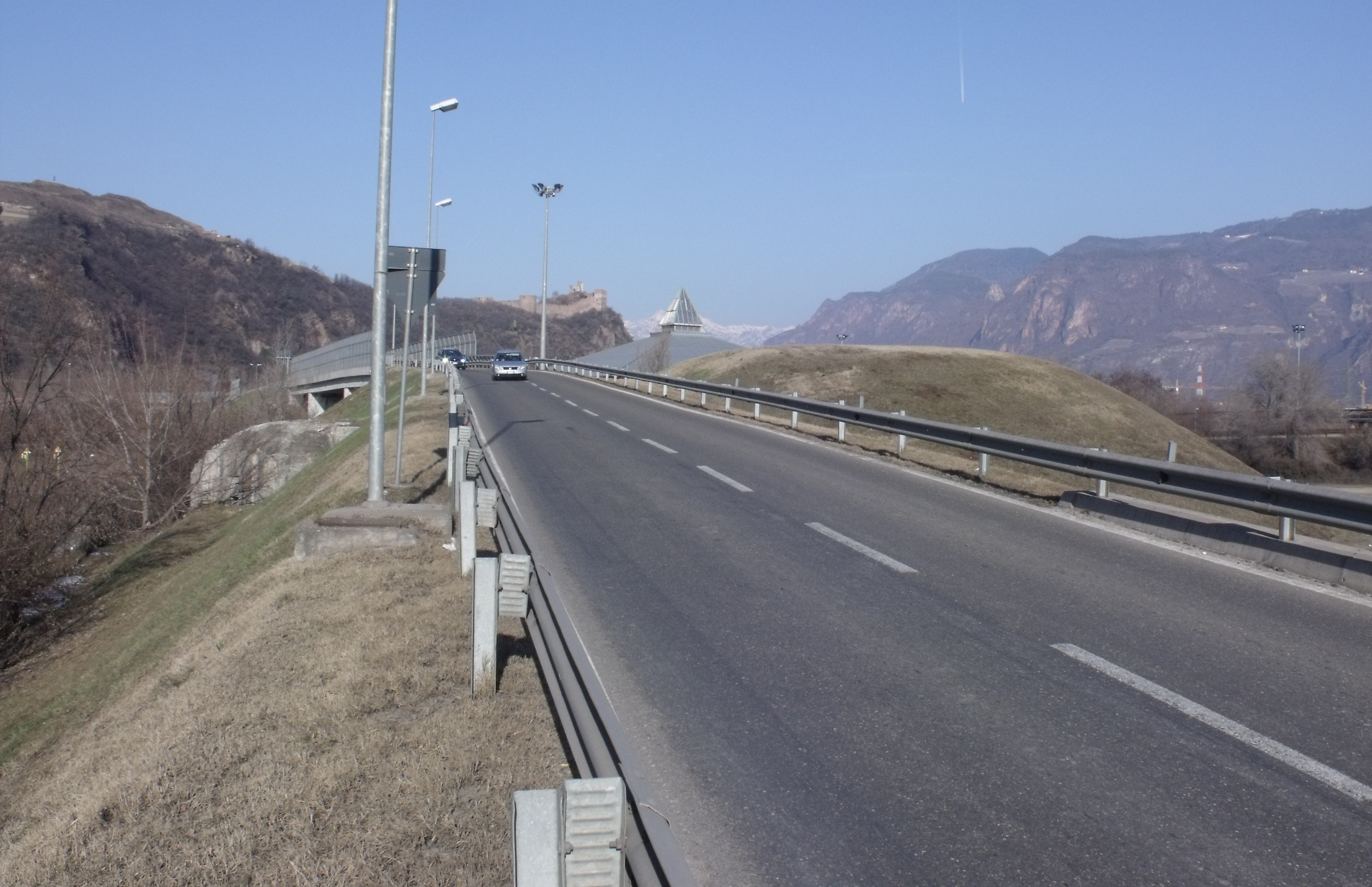
Vista dell'opera 15 sotto il cavalcavia

L'opera si trova nella zona industriale di Bolzano, precisamente tra via Einstein, lato est, e via Agruzzo (Grutzen). È stata in parte demolita la sommità dell'opera ed il resto è stato riempito di terra e sfruttato come fondamenta della recente strada MeBo, costruita nel 1996, che si è deciso dovesse passare proprio li.
- Caratteristiche

Opera media in calcestruzzo, con sviluppo su 2 livelli.
Il 28 ottobre 2017 è stata interessata da un'esposizione artistica coordinata da Catrin Bolt.
- Armamento previsto

4 mitragliatrici
- Ingressi

Non è possibile accedere all'opera, in quanto fondamenta per il sovrastante sovrappassaggio stradale.
- Dati relativi a agosto 2010
- Coordinate geografiche: 46°28′19.1″N 11°18′57.81″E

### Opera 16
- Come raggiungere l'opera

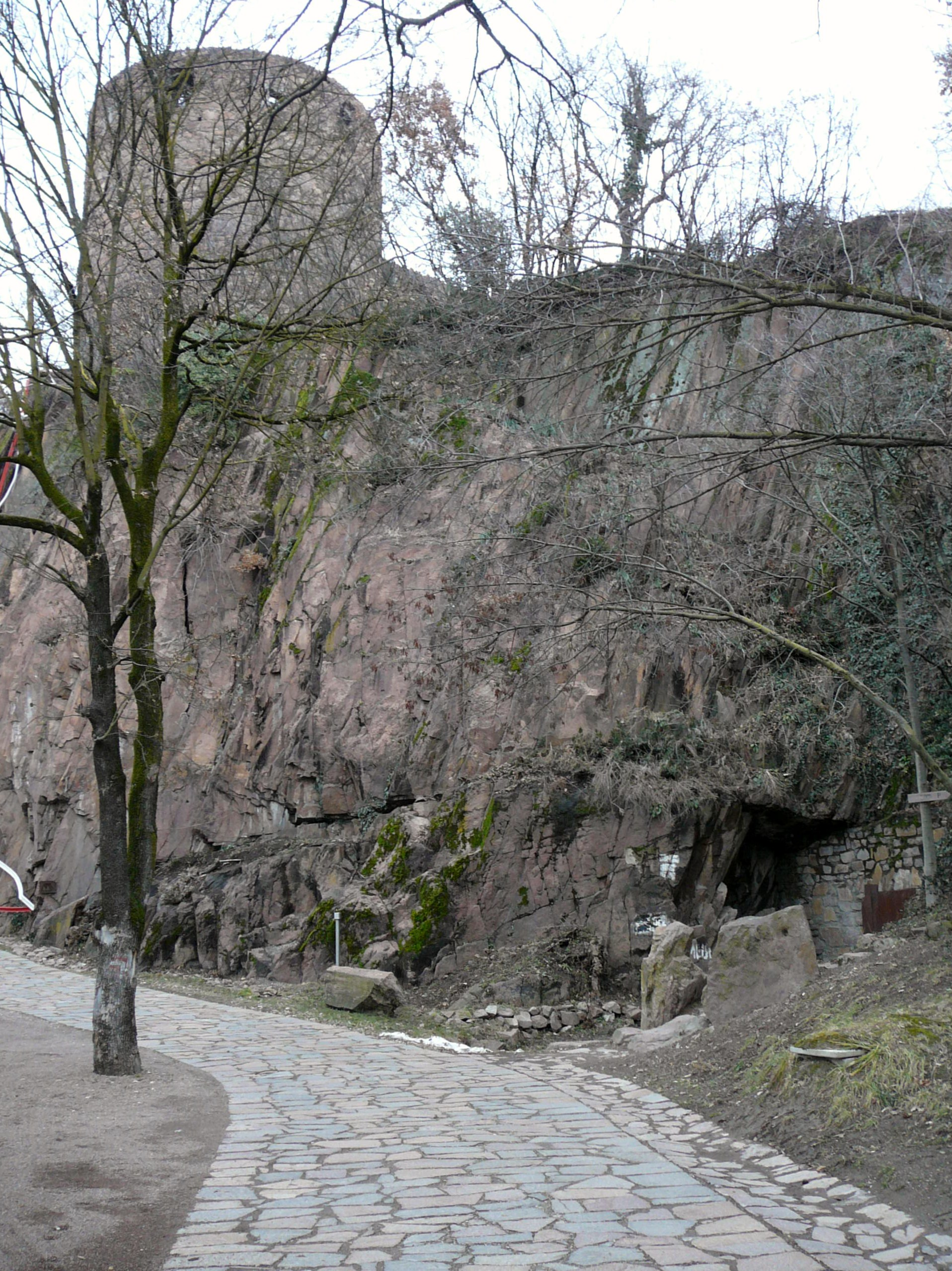
Uno degli ingressi occlusi dell'opera 16

L'opera si trova all'interno del costone roccioso su cui sorge Castel Firmiano (Sigmundskron), giusto sotto la fortificazione medioevale, in posizione leggermente più a sud.
- Caratteristiche

Opera grande in calcestruzzo. Dell'opera rimangono tracce dei suoi ingressi, oggi chiusi da piastre in ferro artisticamente arrugginito, e qualche resto, probabilmente risalente ad opere precedenti. L'opera comunque non è stata ultimata, in quanto nel 1941 i lavori furono sospesi.
- Armamento previsto

2 mitragliatrici, 2 cannoni 75/27, 1 osservatorio in casamatta.
- Ingressi

dato non disponibile
- Dati relativi a agosto 2010
- Coordinate geografiche: 46°28′44.66″N 11°18′18.36″E

### Opera 19
- Come raggiungere l'opera

Opera realizzata all'interno del costone roccioso su cui sorge Castel Firmiano.
- Caratteristiche

Opera media in caverna, rivestita da fitta vegetazione di adacia e roverella, quindi oggi ben nascosta. I lavori visibili risalgono al 1942, le aperture verso l'esterno sono state chiuse con muri in pietra negli anni '60. L'opera è stata scelta insieme ad altre opere per essere ristrutturata dalla Provincia di Bolzano.
- Armamento previsto

1 fucile mitragliatore, 2 mitragliatrici, 1 osservatorio in casamatta.
- Ingressi

dato non disponibile
- Dati relativi a agosto 2010
- Coordinate geografiche: 46°28′54.98″N 11°18′17.18″E

### Opera 20
- Come raggiungere l'opera

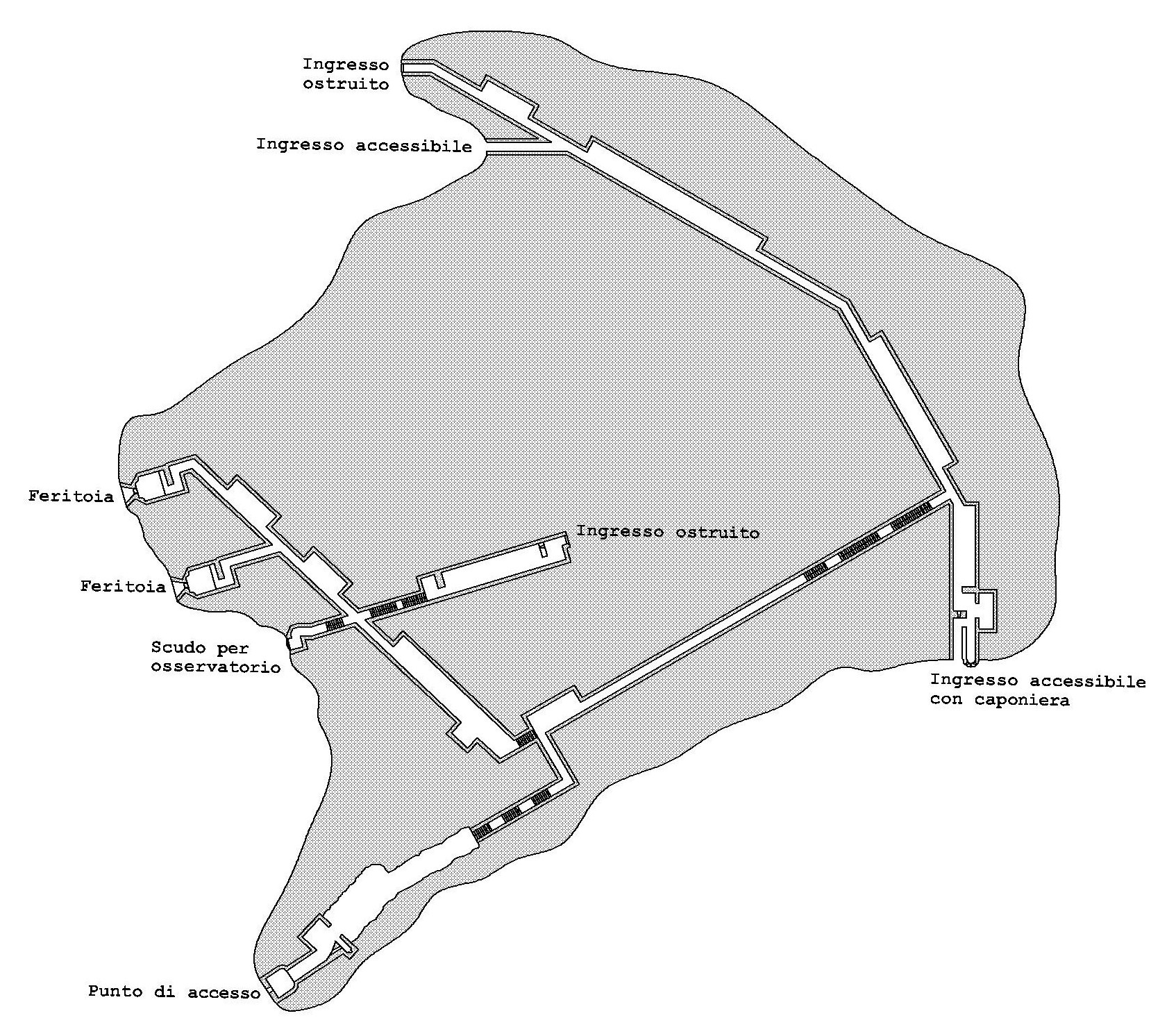
Piantina opera 20

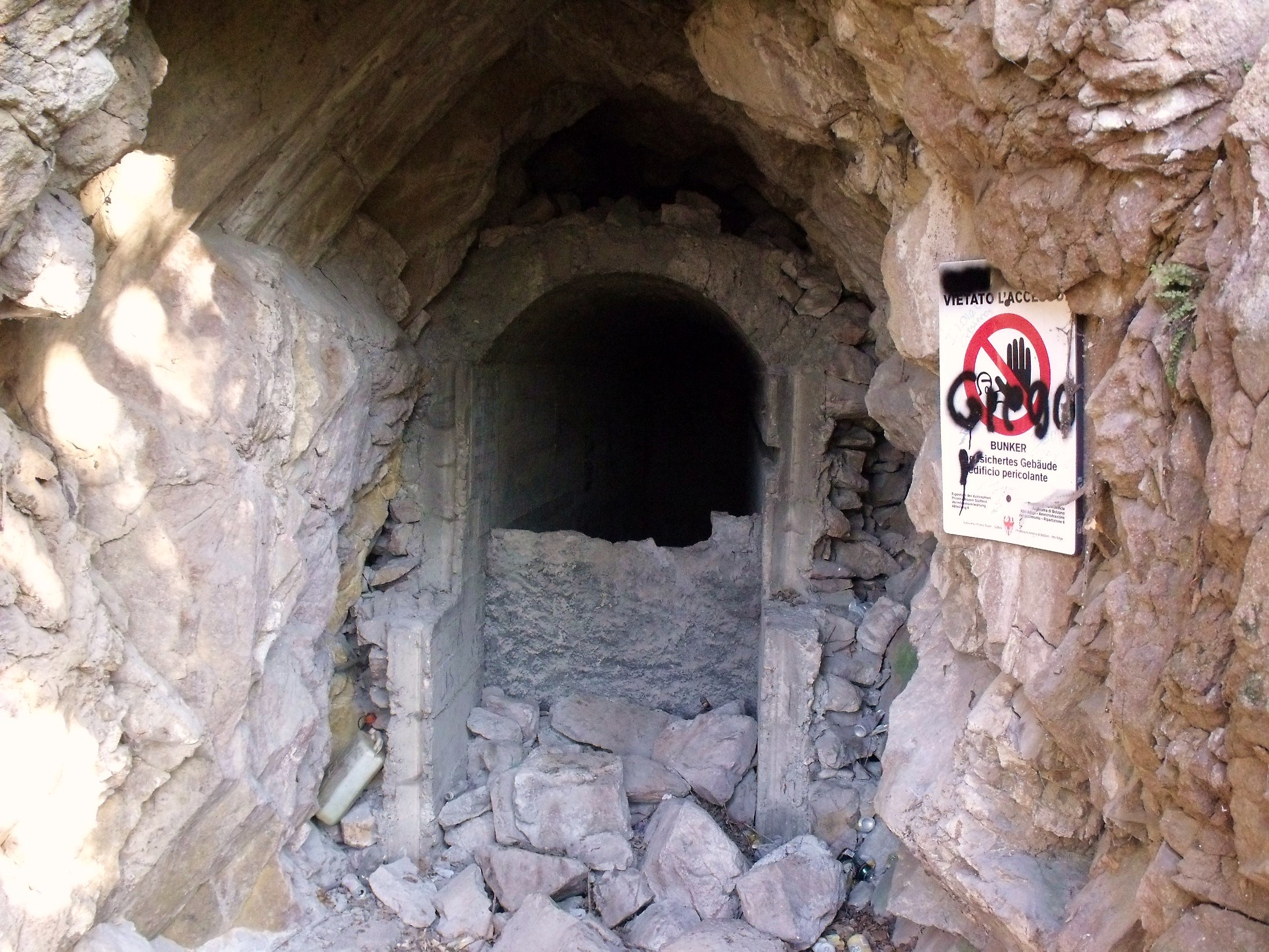
Ingresso opera 20

L'opera si trova nelle vicinanze del castel Firmiano e precisamente sulla collina Kaiserberg. Uno degli accessi all'opera si trova tra il boschetto nella collinetta a ovest del castello.
- Caratteristiche

Opera, grande in caverna, realizzata all'interno del costone roccioso posto a ovest rispetto al Castel Firmiano. L'area in superficie è ben mimetizzata, in quanto ricoperta da una fitta vegetazione di acacia e roverella. Il manufatto si dispone su due livelli, in caverna; sono ultimati per la parte interna in muratura, senza la realizzazione dei malloppi esterni per le feritoie delle postazioni e le strutture degli ingressi. All'interno dell'opera sono visibili gli alloggiamenti (ed alcune piastre metalliche) per i quattro cannoni 75/27. I lavori visibili risalgono al 1942, le aperture verso l'esterno sono state chiuse con muri in pietra negli anni '60. L'opera aveva un osservatorio in casamatta ed un proiettore. Nel 1945 all'interno dell'opera era custodita della dinamite.
È spesso usata come luogo di svago dai giovani locali, per rave party e simili feste.
L'opera è stata scelta insieme con altre opere per essere ristrutturata dalla Provincia di Bolzano.
- Armamento previsto

4 cannoni 75/27, 1 osservatorio in casamatta e 1 proiettore
- Ingressi

almeno due
- Dati relativi a agosto 2010
- Coordinate geografiche: 46°28′50.7″N 11°18′13.42″E

### Opera 21
- Come raggiungere l'opera

L'opera si trovava sotto l'opera 20, ai piedi della collina di castel Firmian, lato ovest, sempre lungo il vecchio tracciato della ex-ferrovia Bolzano-Caldaro.
- Caratteristiche

Nel 1945 l'opera media in caverna con sviluppo su 3 livelli, era adibita a deposito di esplosivo in quanto l'organizzazione Todt utilizzava principalmente del tritolo per i lavori di scavo. A causa di una certa imprudenza nello stoccaggio e maneggio dell'esplosivo, l'opera saltò in aria la mattina del 27 febbraio 1945. Nell'esplosione persero la vita oltre al personale tedesco e prigionieri polacchi che vi lavoravano, anche altre persone (anche civili) travolti dai detriti, che sostavano presso la sottostante stazione ferroviaria.
- Armamento previsto

1 fucile mitragliatore, 3 mitragliatrici
- Ingressi

dato non più disponibile
- Dati relativi a agosto 2010
- Coordinate geografiche: 46°28′47.78″N 11°17′57.98″E

### Opera 22
- Come raggiungere l'opera

L'opera si trova proprio subito sotto l'opera 20.
- Caratteristiche

Opera media scavata in caverna.
- Armamento previsto

2 mitragliatrici
- Ingressi

uno all'interno della galleria della ex-ferrovia Bolzano-Caldaro
- Dati relativi a agosto 2010
- Coordinate geografiche: 46°28′34.63″N 11°17′58.62″E

### Opera 23
- Come raggiungere l'opera

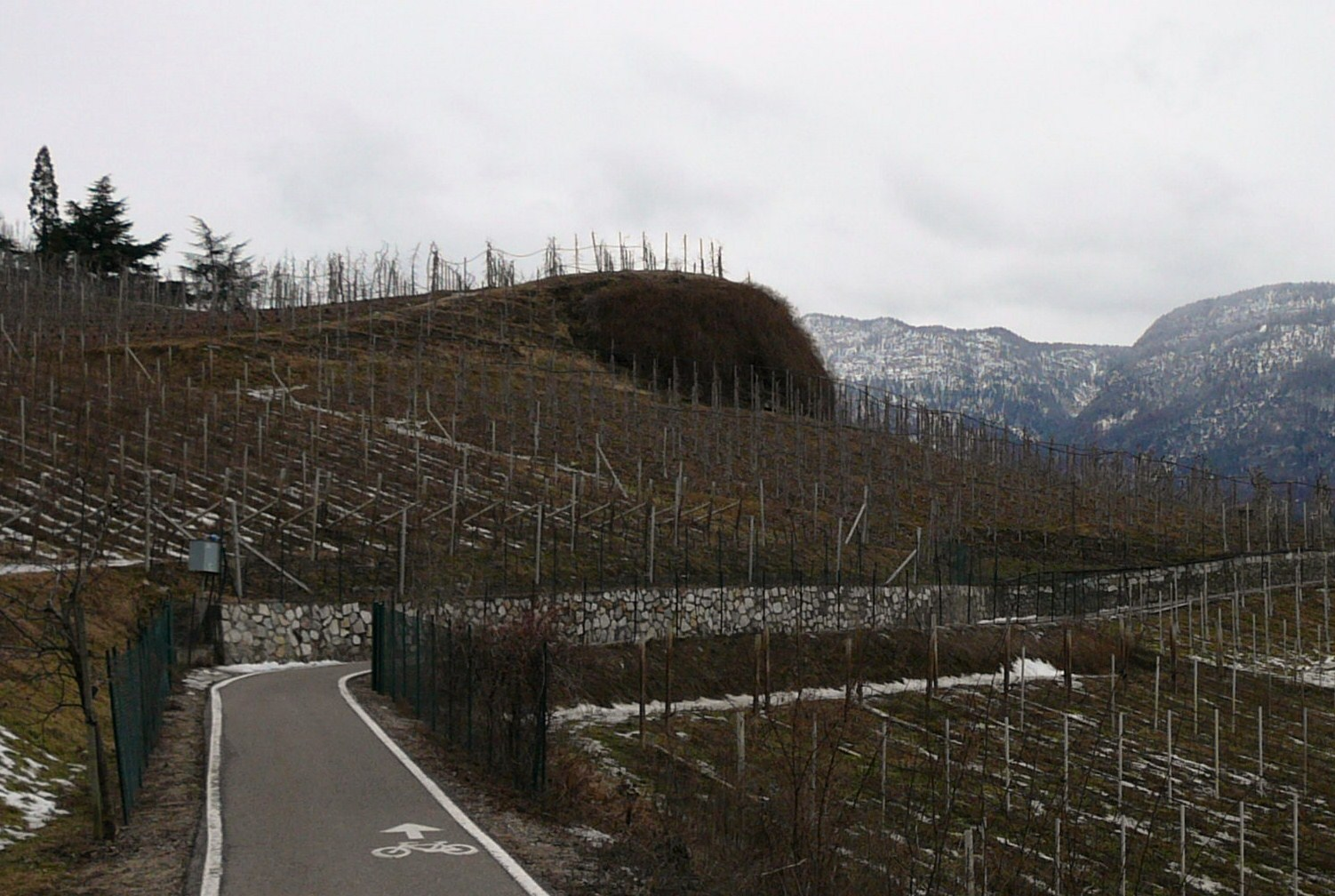
L'opera 23

L'opera si trova proprio subito sopra la pista ciclabile, dopo che questa esce dalla galleria della vecchia ferrovia.
- Caratteristiche

Opera media in calcestruzzo, con sviluppo su 2 livelli.
- Armamento previsto

3 mitragliatrici
- Ingressi

dato non disponibile
- Dati relativi a agosto 2010
- Coordinate geografiche: 46°28′33.89″N 11°17′58.28″E

### Opera 26
- Come raggiungere l'opera

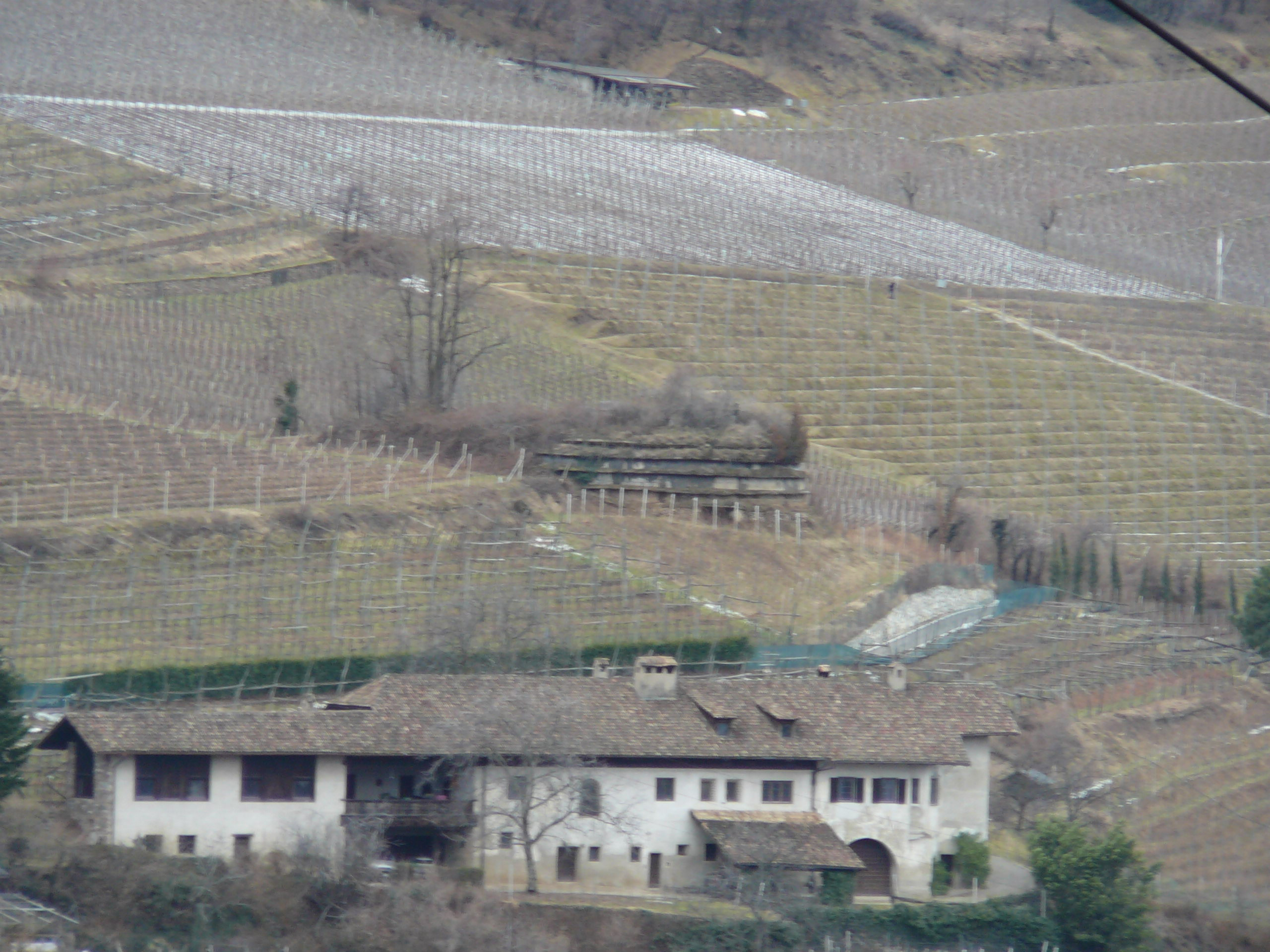
L'opera 26

L'opera si trova poco oltre l'opera 23, sempre proseguendo lungo la pista ciclabile.
- Caratteristiche

Opera media in calcestruzzo, con sviluppo su 2 livelli.
- Armamento previsto

4 mitragliatrici
- Ingressi

dato non disponibile
- Dati relativi a agosto 2010
- Coordinate geografiche: 46°28′34.63″N 11°17′28.78″E

### Opera 27
- Come raggiungere l'opera

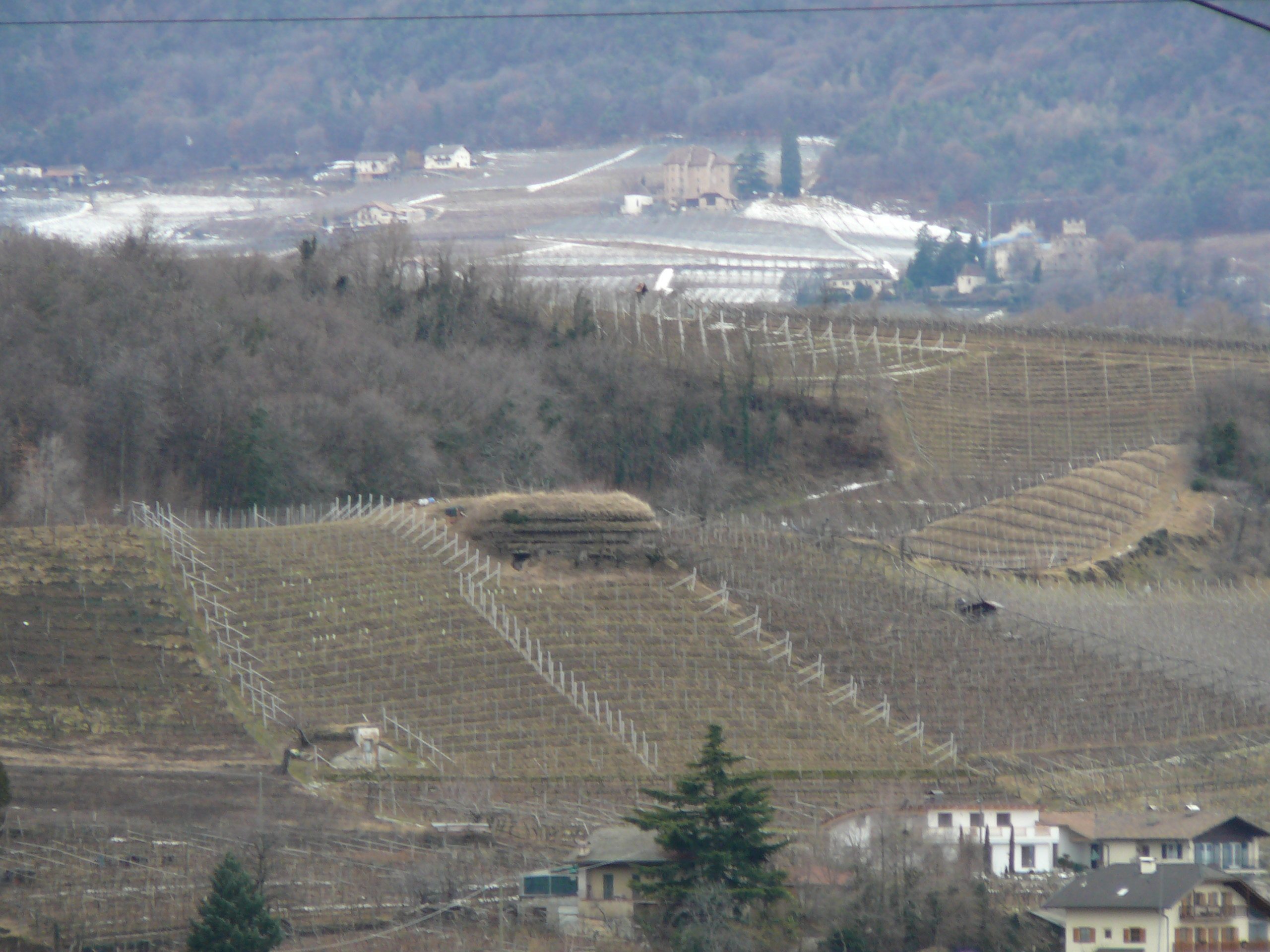
Vista dell'opera 27

L'opera 27 si trova 150/200 metri più in alto dell'opera 26.
- Caratteristiche

Opera media in calcestruzzo, con sviluppo su 2 livelli.
- Armamento previsto

3 mitragliatrici
- Ingressi

L'opera ha 2 ingressi.
- Dati relativi a agosto 2010
- Coordinate geografiche: 46°28′28.82″N 11°17′27.35″E

### Opera 29
- Come raggiungere l'opera

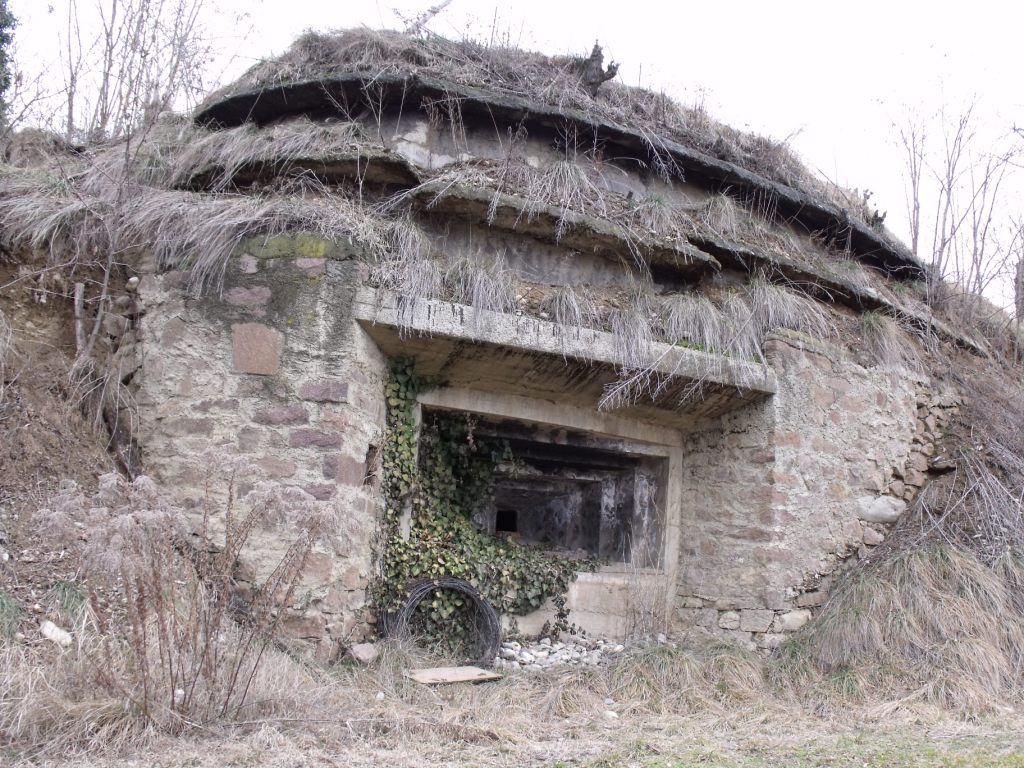
Feritoia dell'opera 29

Per giungere all'opera è necessario sempre proseguire per la ciclabile, e superato un viadotto sotto cui passa una piccola strada (la Vitusweg), si risale il colle, lungo quella che pare essere una via d'accesso all'opera. Li si trova l'opera.
- Caratteristiche

L'opera è media in calcestruzzo, con sviluppo su 2 livelli. Ha due ingressi, di cui uno franato e l'altro poco agibile. Il piano inferiore in realtà è accessibile sia da una normale scalinata, che da una scala a parete. La caponiera di difesa si trova anch'essa al piano inferiore, ma è accessibile da un'apposita scalinata.
Dal piano inferiore dell'opera parte un tunnel in leggera discesa, che potrebbe essere un mini tunnel per le uscite di emergenza, nonostante sia alquanto stretto. L'opera era posta a comando dello sbarramento.
- Armamento previsto

2 mitragliatrici, 4 piazzole per mortai e una torretta sulla sommità
- Ingressi

2 ingressi
- Dati relativi a agosto 2010
- Coordinate geografiche: 46°28′27.87″N 11°16′57.99″E

### Opera 30
- Come raggiungere l'opera

L'opera si trovava accanto all'opera 29.
- Caratteristiche

L'opera media in calcestruzzo, con sviluppo su 2 livelli.
- Armamento previsto

1 fucile mitragliatore, 4 mitragliatrici e 2 postazioni per mortaio.
- Ingressi

dato non disponibile
- Dati relativi a agosto 2010
- Coordinate geografiche: 46°28′31.51″N 11°16′47.39″E

### Opera 31
- Come raggiungere l'opera

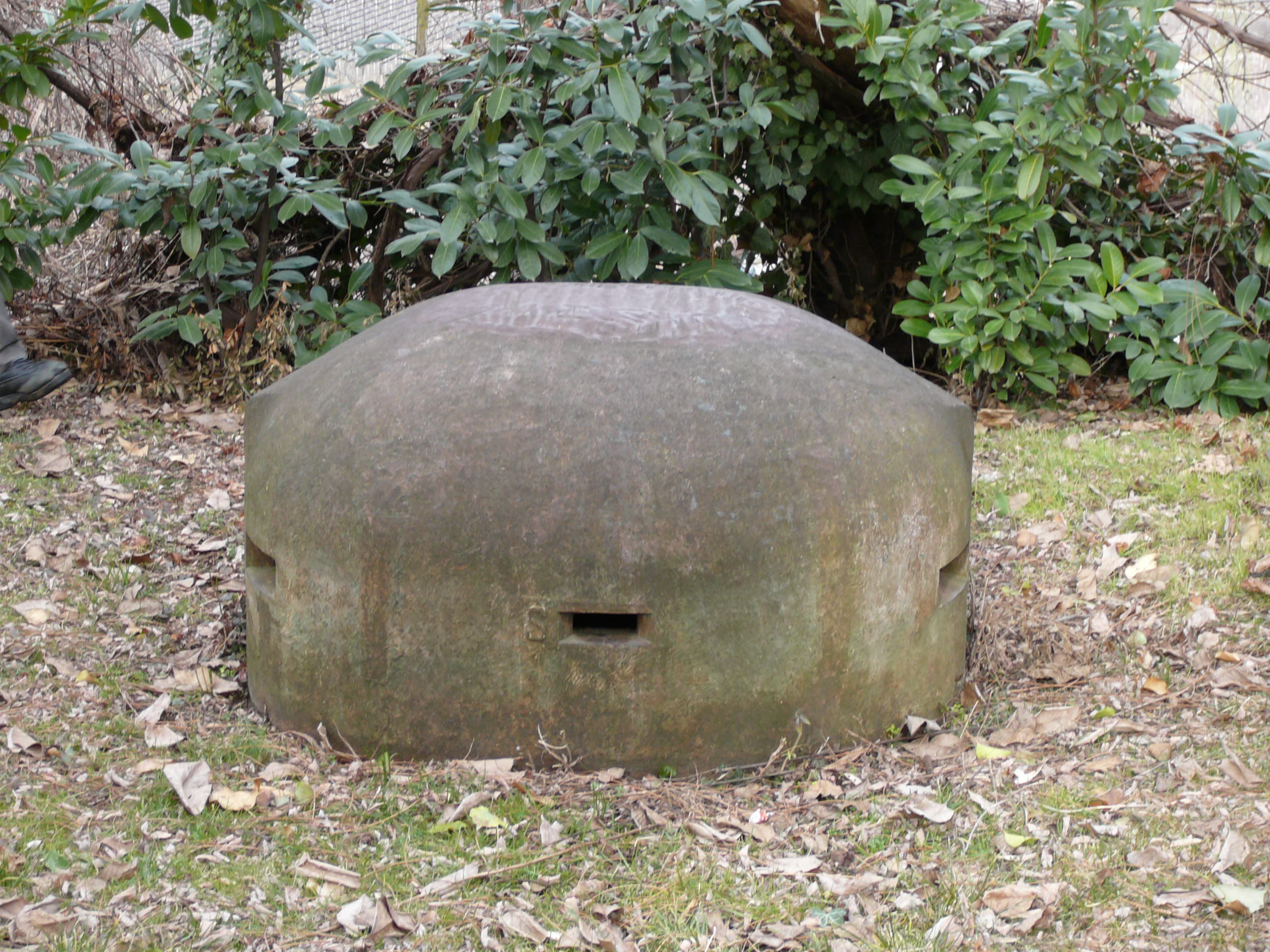
Torretta dell'opera 31

L'opera si trova accanto all'antico maso Pillhof; proprio sotto l'opera 29 e sotto la pista ciclabile, contornata da una natura selvaggia di bamboo.
- Caratteristiche

L'opera grande in calcestruzzo, con sviluppo su 2 livelli. Dotata di una torretta che oggi spunta in mezzo ad un piccolo parco giochi.
- Armamento previsto

1 fucile mitragliatore, 6 mitragliatrici e una torretta
- Ingressi

dato non disponibile
- Dati relativi a agosto 2010
- Coordinate geografiche: 46°28′42.22″N 11°17′01.16″E

### Opera 32
- Come raggiungere l'opera

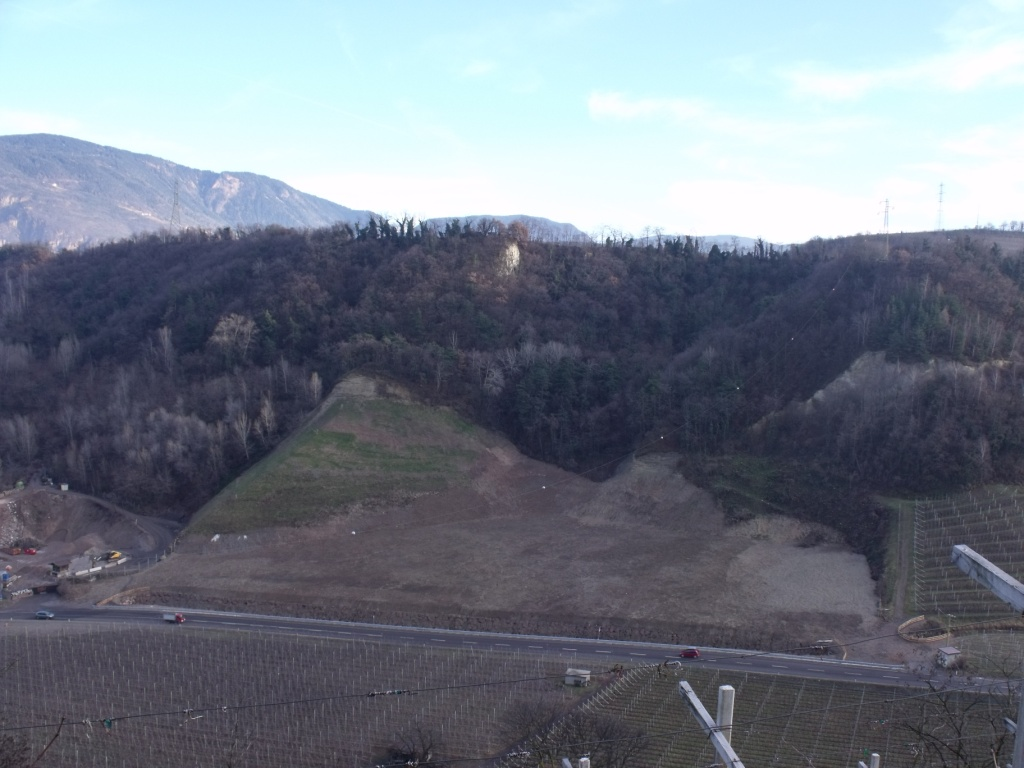
L'area dove sorgeva l'opera 32

L'opera si trovava lungo la vecchia linea ferroviaria.
- Caratteristiche

Opera media in calcestruzzo. Nel 2005 è stata abbattuta, tramite un escavatore, e ne sono state rimosse totalmente le tracce.
- Armamento previsto

3 mitragliatrici
- Ingressi

dato non più disponibile
- Dati relativi a agosto 2010
- Coordinate geografiche: 46°28′29.6″N 11°16′29.91″E

### Opera 33
- Come raggiungere l'opera

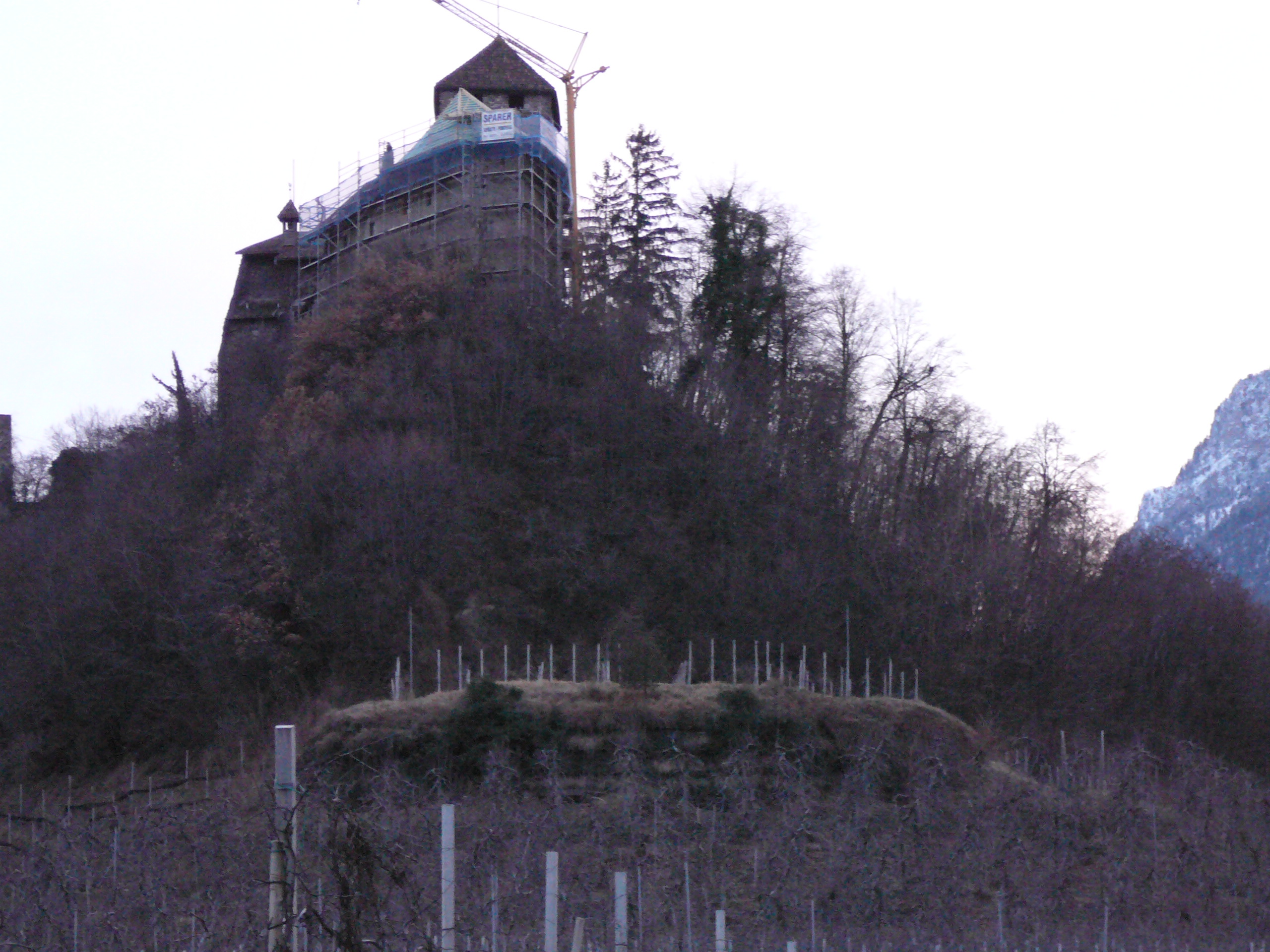
L'opera 33

L'opera si trova proprio sotto il castel Guardia (Schloss Warth), lungo via Bolzano, presso la biforcazione della strada che porta a Appiano e San Paolo.
- Caratteristiche

Opera media in monoblocco in calcestruzzo, con sviluppo su 2 livelli caratterizzata da una struttura a forma di "T". Posizionata in maniera strategica per battere con 2 cannoni anticarro la strada della Mendola, della quale inoltre era previsto lo sbarramento con 9 ordini di spezzoni di rotaie.
- Armamento previsto

2 mitragliatrici, 2 cannoni anticarro
- Ingressi

dato non disponibile
- Coordinate geografiche: 46°28′17.89″N 11°16′10.91″E

### Opera 35
- Come raggiungere l'opera

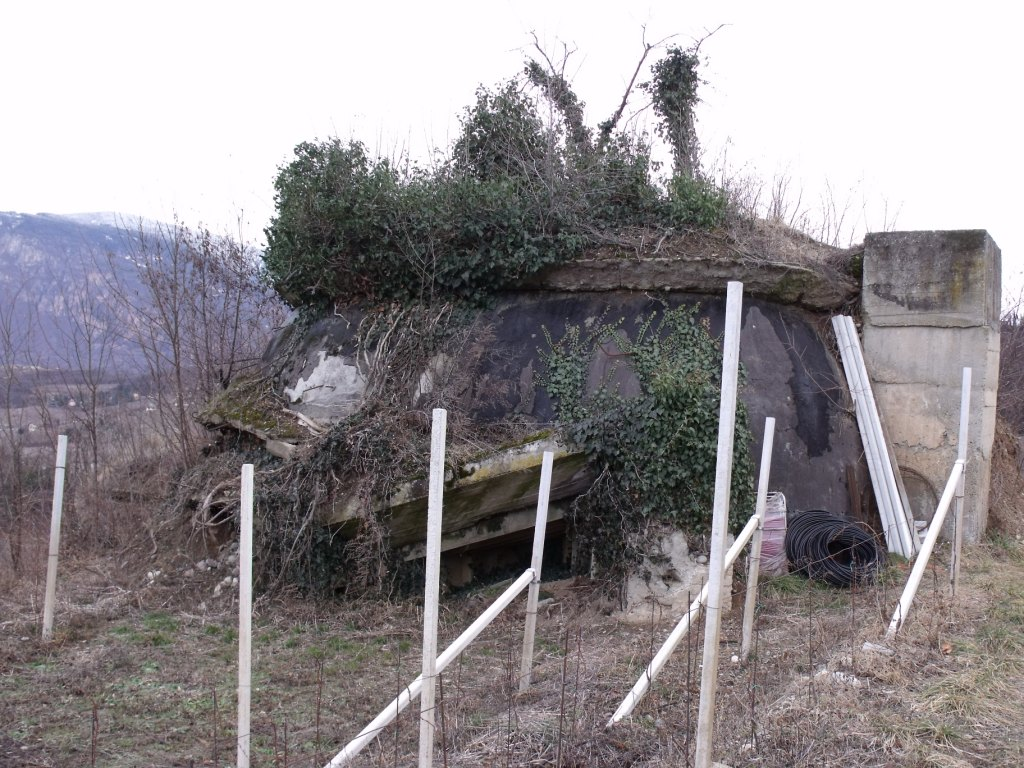
L'opera 35

L'opera si trova proprio sotto all'opera 36. Raggiunta questa è facile discendere la collina, per raggiungere l'opera 35.
- Caratteristiche

L'opera di medie dimensioni in calcestruzzo, con sviluppo su 2 livelli. Ha un ingresso che parte dal livello del terreno e scende mediante una scalinata. All'interno dell'opera, precisamente nella camerata, si trova addirittura una malridotta Vespa. L'opera ha anche due scalinate che portano una in una postazione più alta, e l'altra probabilmente ad un'uscita di emergenza verticale (una specie di camino). L'opera ha i due locali WC, stranamente, piastrellati.
- Armamento previsto

3 mitragliatrici
- Ingressi

1 ingresso, e una probabile via di fuga
- Dati relativi a agosto 2010
- Coordinate geografiche: 46°28′47.58″N 11°16′33.24″E

### Opera 36
- Come raggiungere l'opera

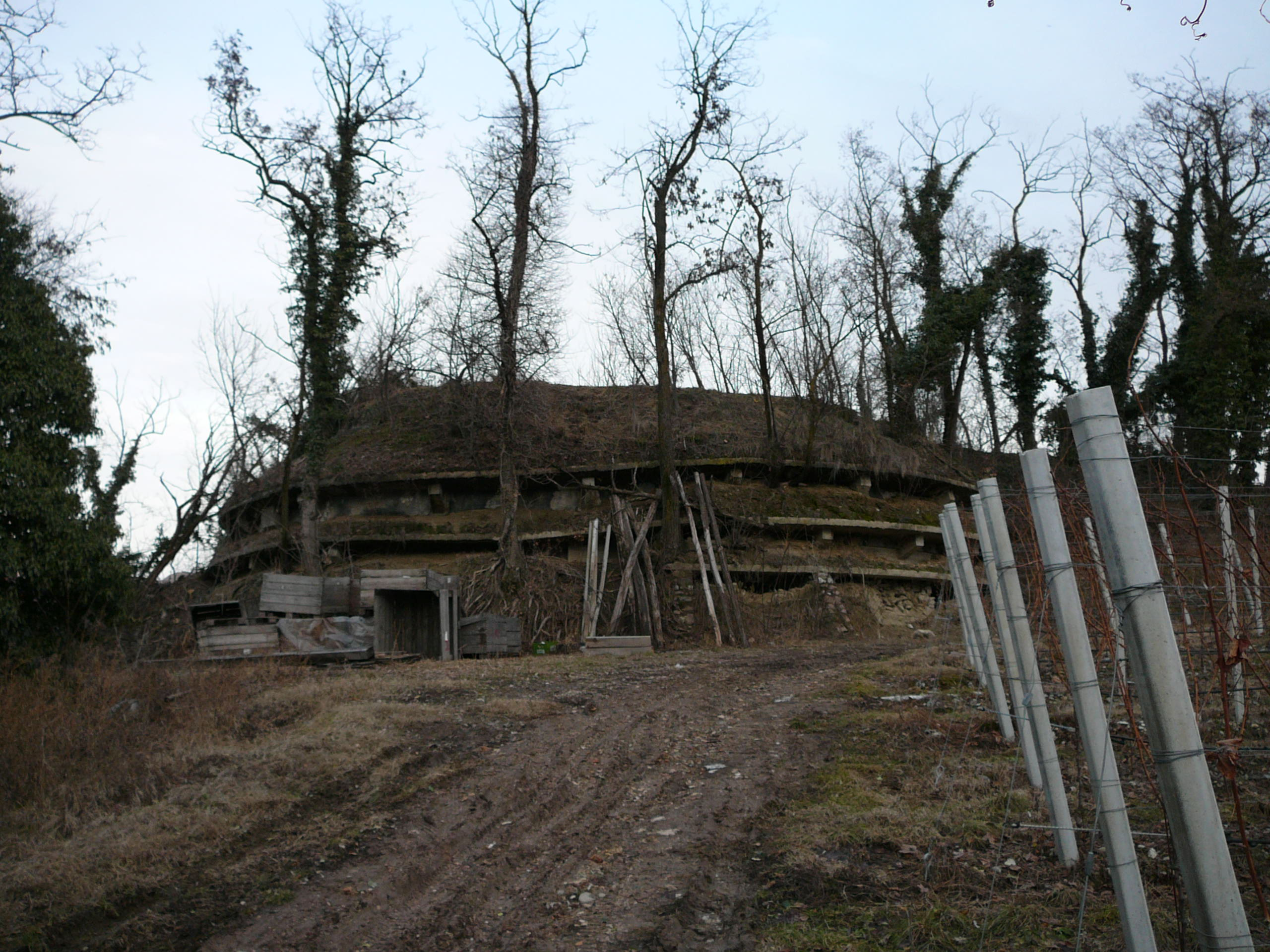
Vista dell'opera 36

Per raggiungere l'opera 36, si deve partire dal paese di San Paolo (St. Pauls), e percorrendo strette stradine in direzione nord-ovest, si passa accanto anche all'opera 40, e infine si giunge lungo la via Pillhof all'opera 36.
- Caratteristiche

L'opera grande in calcestruzzo, con sviluppo su 2 livelli. Ha anche una torretta di osservazione. L'opera ha un ingresso ostruito da alcuni rimasugli di materiale da cantiere.
- Armamento previsto

5 mitragliatrici, e una torretta
- Ingressi

1 ingresso
- Dati relativi a agosto 2010
- Coordinate geografiche: 46°28′47″N 11°16′26.78″E

### Opera 37
- Come raggiungere l'opera

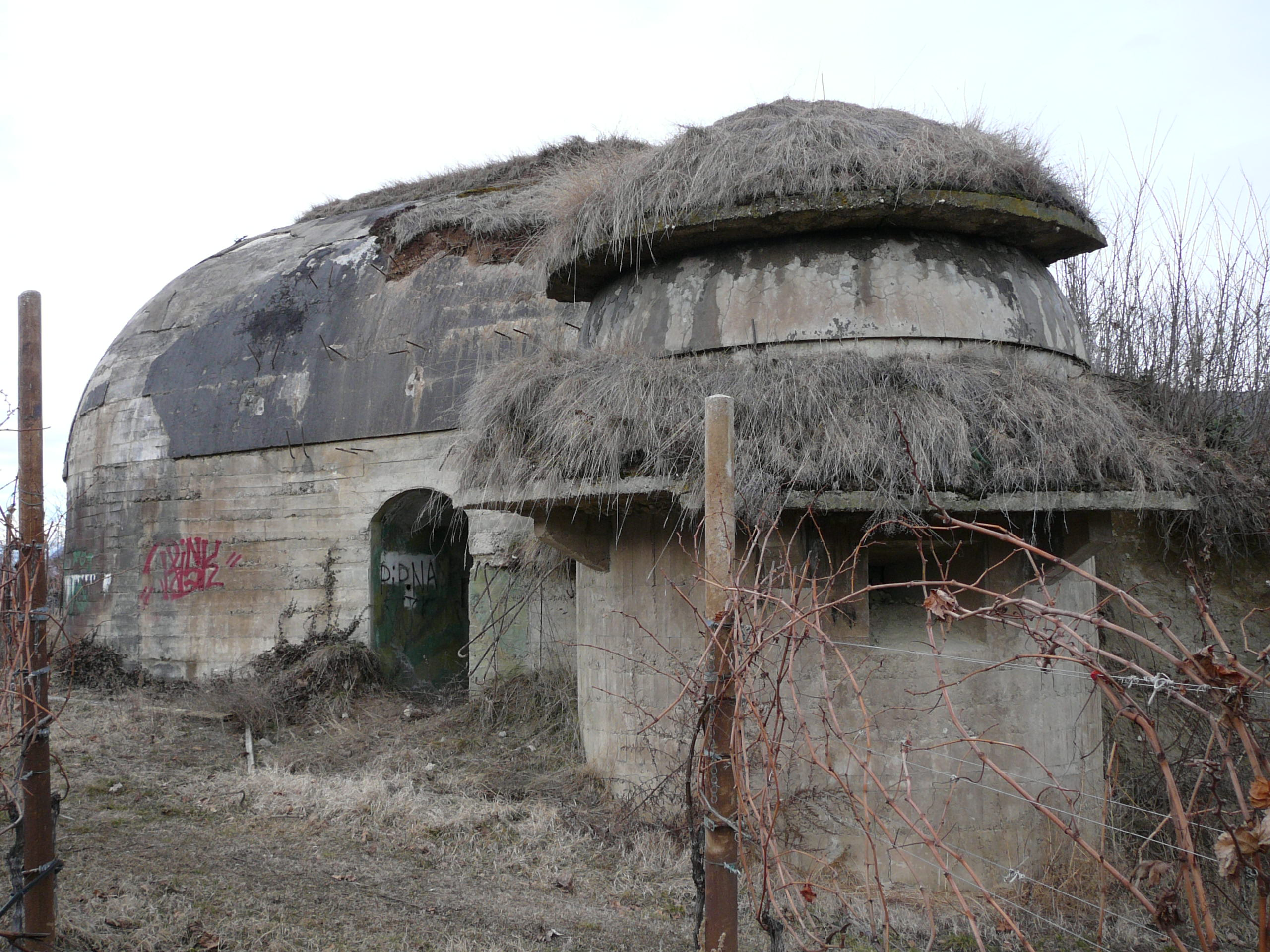
Ingresso e caponiera dell'opera 37

L'opera si trova facilmente a partire dall'opera 39.
- Caratteristiche

Opera media in calcestruzzo, con sviluppo su 2 livelli. Ha due ingressi ed una caponiera di difesa. Al piano superiore si trovano anche dei ponteggi. Particolare è la zona di combattimento, fatta in maniera circolare, attorno a cui stavano le camere di combattimento delle 3 mitragliatrici (2 delle quali ancora con la piastra). Al piano inferiore si trovano una serie di sedie e poltroncine devastate.
- Armamento previsto

1 fucile mitragliatore, 3 mitragliatrici
- Ingressi

2 ingressi
- Dati relativi a agosto 2010
- Coordinate geografiche: 46°28′51.75″N 11°16′12.07″E

### Opera 38
- Come raggiungere l'opera

L'opera si trova sopra l'opera 41, lungo il pendio ovest del Tschigottberg.
- Caratteristiche

Opera media in calcestruzzo, assieme all'opera 41 aveva il compito di tenere sotto osservazione il fondovalle da est. Le sue superfici esterne erano arrotondate in modo da facilitare il rimbalzo dei proietti in arrivo.
- Armamento previsto

3 mitragliatrici
- Ingressi

dato non disponibile
- Dati relativi a agosto 2010
- Coordinate geografiche: 46°29′01.33″N 11°15′57.84″E

### Opera 39

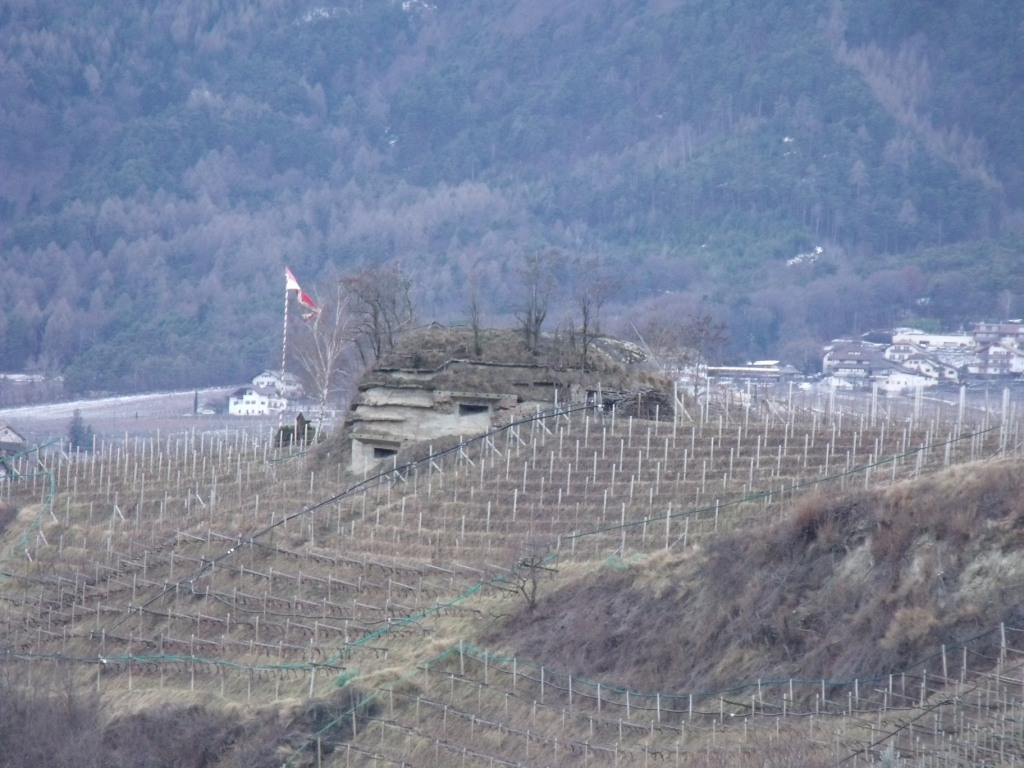
Vista dell'opera 39

- Come raggiungere l'opera

Appena entrati a san Paolo, si prende la seconda strada sulla destra fino ad arrivare ad un residence; si parcheggia qui e si prosegue sino ad arrivare di fronte all'opera.
- Caratteristiche

Opera media in calcestruzzo, con sviluppo su 3 livelli.
- Armamento previsto

4 mitragliatrici
- Ingressi

dato non disponibile
- Dati relativi a agosto 2010
- Coordinate geografiche: 46°28′26.29″N 11°16′11.17″E

### Opera 40
- Come raggiungere l'opera

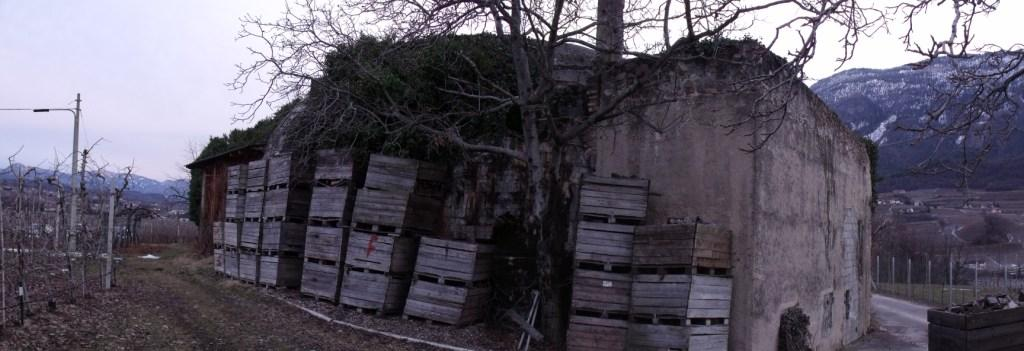
Il camuffamento dell'opera 40

Per giungere l'opera è sufficiente prendere una delle vie che dal paese di San Paolo si dirige in direzione nord-ovest, e si arriva ad un agglomerato di case, di cui una di forma bizzarra e con dei camini: è il particolare mascheramento dell'opera 40.
- Caratteristiche

Opera media in calcestruzzo, con sviluppo su 2 livelli. È dotata di un particolare mimetismo, è stata infatti costruita per poter assomigliare ad una normale abitazione dell'epoca, con persino i camini.
Oggi invece gli sono stati costruiti addosso dei prolungamenti in legno, tanto da renderla poco riconoscibile ad una prima occhiata.
- Armamento previsto

4 mitragliatrici
- Ingressi

dato non disponibile
- Dati relativi a agosto 2010
- Coordinate geografiche: 46°28′38.02″N 11°15′54.37″E

### Opera 41
- Come raggiungere l'opera

L'opera si trova direttamente sotto l'opera 38.
- Caratteristiche

Opera media in calcestruzzo, era destinata ad essere l'opera a Capo Gruppo.
- Armamento previsto

4 mitragliatrici
- Ingressi

dato non disponibile
- Dati relativi a agosto 2010
- Coordinate geografiche: 46°28′56.58″N 11°15′59.9″E

### Opera 42
- Come raggiungere l'opera

L'opera si trova ai piedi dello Fuchsberg.
- Caratteristiche

Opera media in calcestruzzo
- Armamento previsto

2 mitragliatrici
- Ingressi

dato non disponibile
- Dati relativi a agosto 2010
- Coordinate geografiche: 46°28′49.76″N 11°14′44.97″E

### Opera 43
- Come raggiungere l'opera

L'opera si trova ai sopra all'opera 42, sulla cima del dosso Fuchsberg.
- Caratteristiche

Opera media in calcestruzzo
- Armamento previsto

3 mitragliatrici
- Ingressi

dato non disponibile
- Dati relativi a agosto 2010
- Coordinate geografiche: 46°28′54.36″N 11°15′39.61″E

### Opera 44
- Come raggiungere l'opera

L'opera si trova presso la periferia nord-ovest di San Paolo.
- Caratteristiche

Opera media in calcestruzzo, era destinata ad essere l'opera a Comando dello sbarramento
- Armamento previsto

3 mitragliatrici
- Ingressi

dato non disponibile
- Dati relativi a agosto 2010
- Coordinate geografiche: 46°28′31.49″N 11°15′15.5″E

### Opera 45
- Come raggiungere l'opera

L'opera si trova presso il maso Gasshof.
- Caratteristiche

Opera media in calcestruzzo.
- Armamento previsto

3 mitragliatrici
- Ingressi

dato non disponibile
- Dati relativi a agosto 2010
- Coordinate geografiche: 46°28′53.14″N 11°15′20.39″E

### Opera 49
- Come raggiungere l'opera

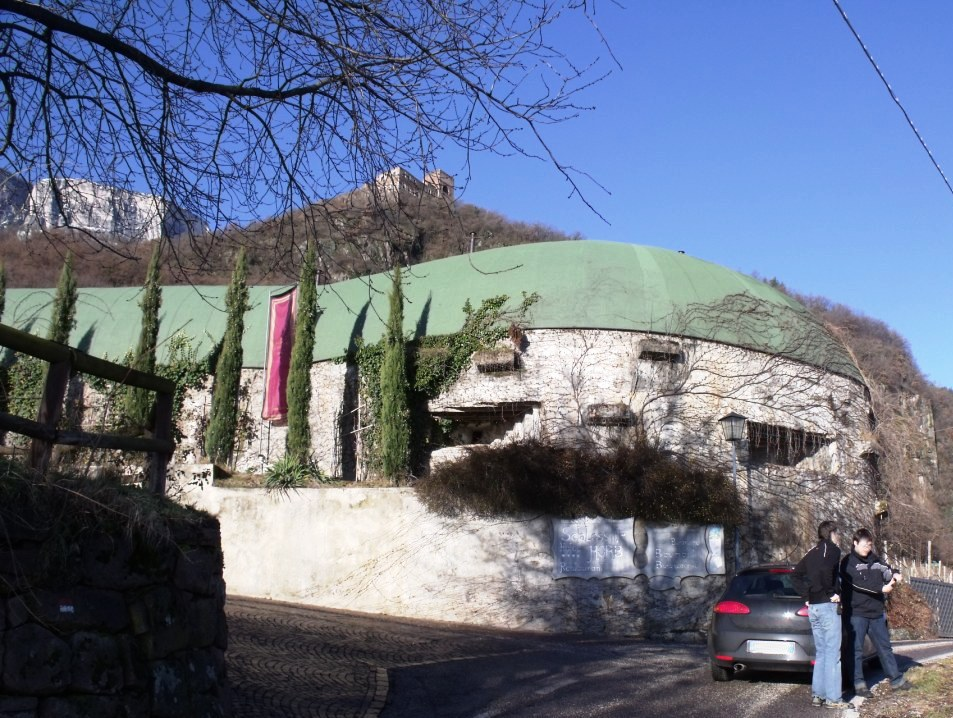
La nuova versione dell'opera 49

L'opera si trova nei pressi di castel Corba.
- Caratteristiche

Opera media in calcestruzzo, con sviluppo su 1 livello.
- Armamento previsto

3 mitragliatrici
- Ingressi

dato non disponibile
- Dati relativi a agosto 2010
- Coordinate geografiche: 46°28′57.95″N 11°14′57.97″E

### Opera 53
- Come raggiungere l'opera

L'opera si trova a Missiano (comune di Appiano) e dopo aver passato il Castello Korb e dopo 1 km circa si arriva a un parcheggio. Qui si scorge l'ingresso del bunker.
- Caratteristiche

Opera piccola in roccia. Ad oggi viene utilizzata come sede e campo d'addestramento di un'associazione locale di paintball.
- Armamento previsto

4 fucili mitragliatori
- Ingressi

dato non disponibile
- Dati relativi a settembre 2017
- Coordinate geografiche: 46°29′26.92″N 11°14′41.5″E

### Opera 57
- Come raggiungere l'opera

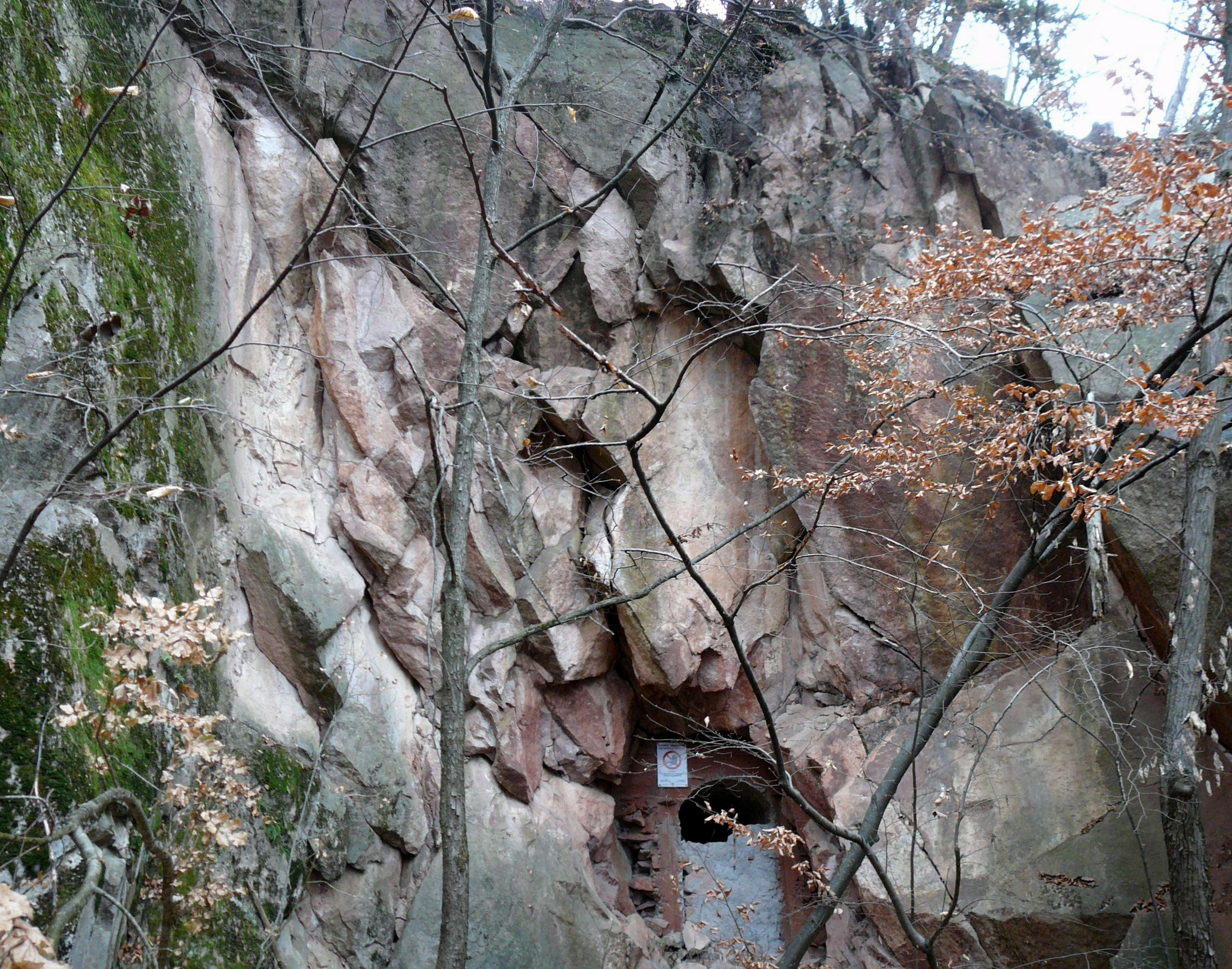
Uno degli accessi all'opera 57

Per raggiungere l'opera, bisogna arrivare in località Predonico (Perdonig). Da qui si prosegue sempre diritti sulla strada principale, fino ad arrivare al Gasthof Lipp, sotto cui si trova l'opera.
- Caratteristiche

L'opera è grande e scavata nella roccia, sviluppata principalmente su un unico livello. Non è ultimata per la parte interna in muratura e sono ancora ben visibili la tecnica di scavo nella roccia ed il sistema di realizzazione delle varie strutture interne.
Come nel caso delle opere 19 e 20, non sono mai stati realizzati i malloppi esterni per le postazioni o le strutture degli ingressi. Anche in questo caso i lavori visibili risalgono al 1942 e le aperture verso l'esterno sono state chiuse con muri in pietra negli anni '60.
L'opera è stata scelta insieme ad altre opere per essere ristrutturata dalla Provincia di Bolzano.
- Armamento previsto

1 fucile mitragliatore, 2 mitragliatrici
- Ingressi

Data che l'opera non è mai stata ultimata, si possono riconoscere 8 aperture verso l'esterno. Se alle 8 aperture, si sottraggono 3 per l'armamento, parrebbe che l'opera abbia 5 punti d'ingresso.
- Dati relativi a novembre 2011
- Coordinate geografiche: 46°30′11.61″N 11°13′45.47″E

### Opera 58
- Come raggiungere l'opera

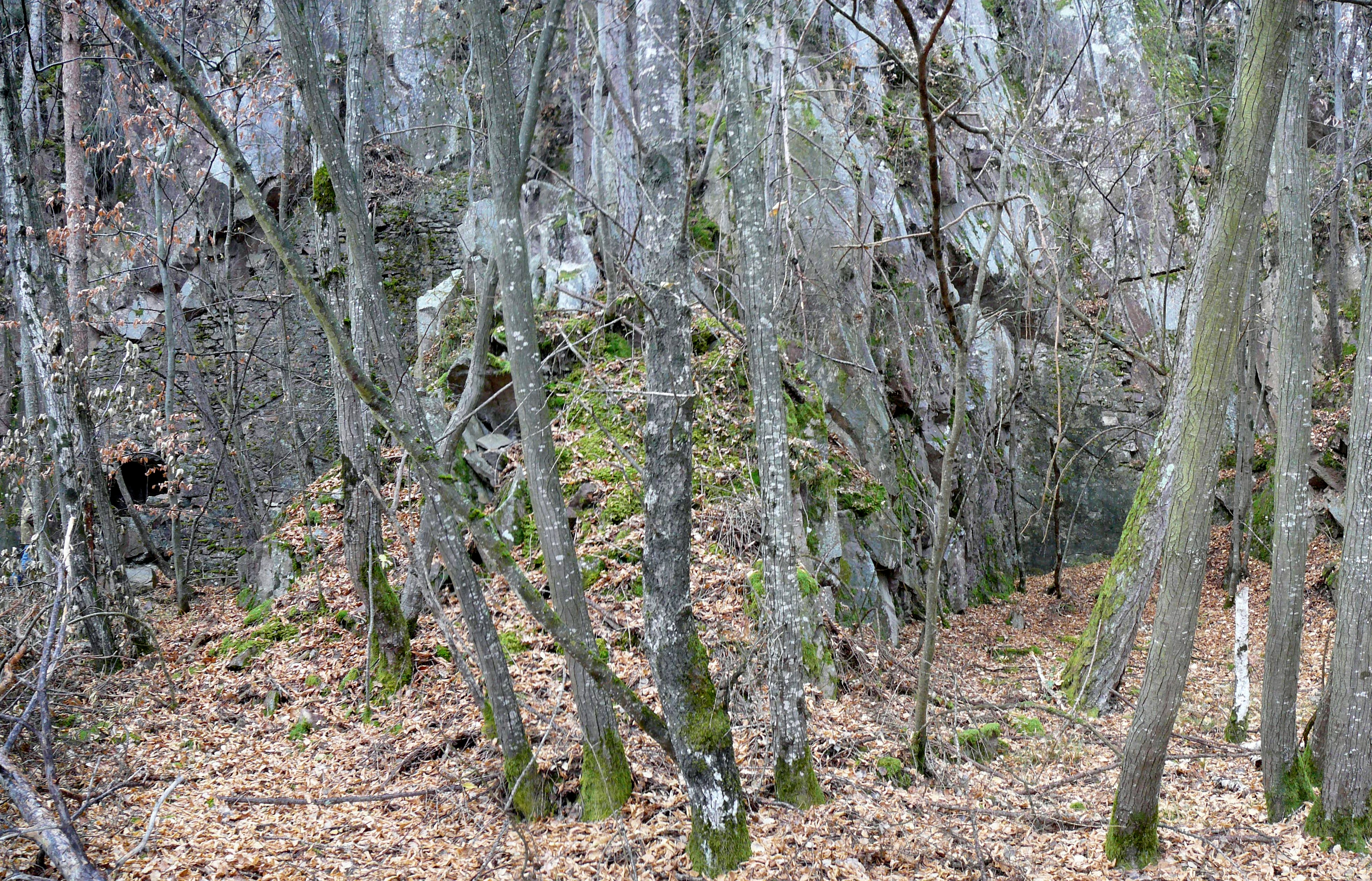
Due delle feritoie dell'opera 58

Per raggiungere l'opera, bisogna arrivare in località Predonico (Perdonig). Lasciata la chiesa sulla sinistra si prosegue ancora per circa 200 metri, fino ad arrivare ad una palizzata in legno. Qui si trova l'opera.
- Caratteristiche

L'opera è media scavata in una caverna, si sviluppa principalmente su di un unico piano. Come la 57 anche quest'opera non è ultimata nella parte interna in muratura e sono ancora ben visibili la tecnica di scavo nella roccia ed il sistema di realizzazione delle varie strutture interne.
Era l'opera al comando del sottosbarramento (o caposaldo) di Predonico.
- Armamento previsto

1 fucile mitragliatore, 1 mitragliatrice, 1 torretta osservatorio e due piazzole per mortaio.
- Ingressi

Data che l'opera non è mai stata ultimata, si possono riconoscere 8 aperture verso l'esterno. Se alle 8 aperture, si sottraggono 3 per l'armamento, parrebbe che l'opera abbia 5 punti d'ingresso.
- Dati relativi a novembre 2011
- Coordinate geografiche: 46°30′05.75″N 11°13′41.92″E